# Weißwasser/Oberlausitz

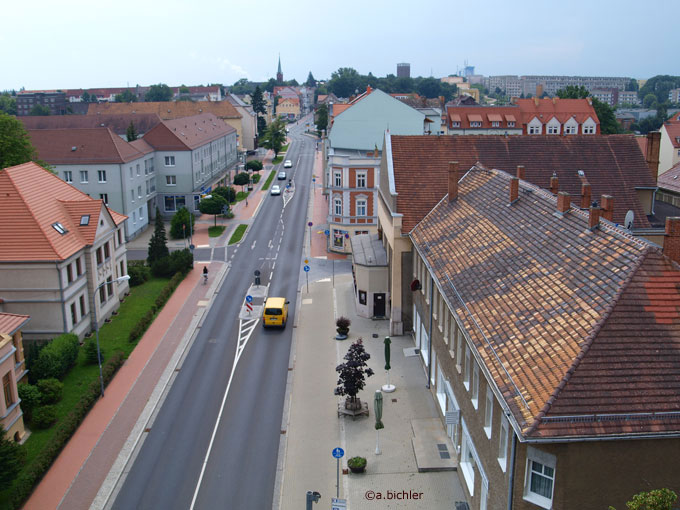
Blick auf die Innenstadt von Weißwasser

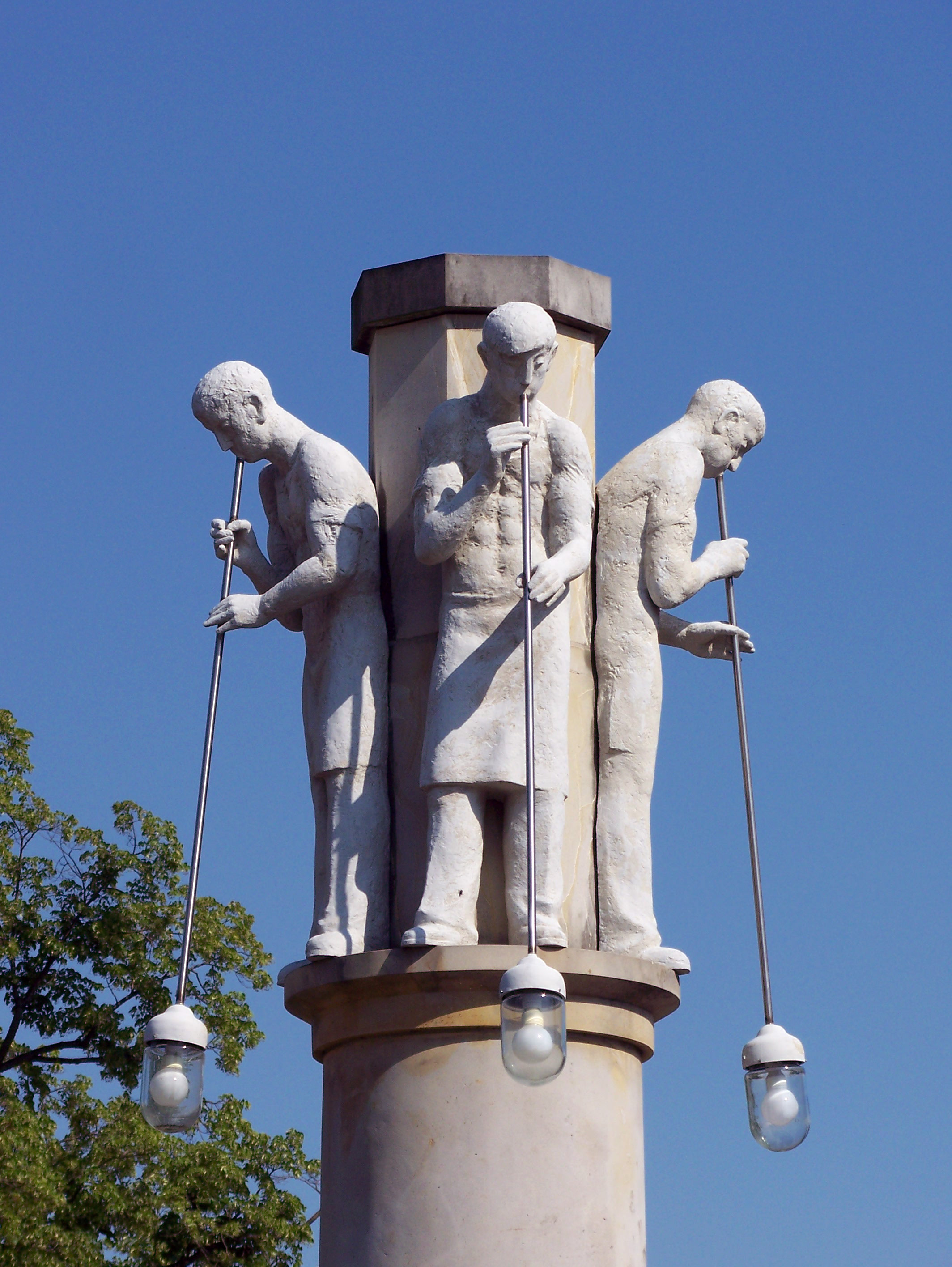
Glasmacherbrunnen

Weißwasser/Oberlausitz (im amtlichen Gemeindeverzeichnis Weißwasser/O.L.), obersorbisch Běła Wodaⓘ, ist eine Große Kreisstadt im Nordosten von Sachsen und die drittgrößte Stadt im Landkreis Görlitz sowie die achtgrößte der Oberlausitz. Sie liegt inmitten einer braunkohlereichen Heidelandschaft zwischen dem Lausitzer Seenland und der deutsch-polnischen Grenze.
Mit seinem Aufstieg vom bäuerlich geprägten Heidedorf zur Industriestadt wuchs Weißwasser von reichlich 1000 (1885) auf über 38.000 Einwohner im Jahr 1988 und fiel dann wieder auf 15.000 im Jahr 2024. Damit ist Weißwasser nunmehr wieder eine Kleinstadt.
Weißwasser gehört zum offiziellen sorbischen Siedlungsgebiet in Sachsen.

## Geographie

### Geographische Lage
Die Stadt liegt eingebettet zwischen dem Muskauer Faltenbogen im Norden, der Muskauer Heide im Nordosten und dem Tagebau Nochten im Südwesten. Das Stadtgebiet wird von weitläufigen Waldgebieten eingeschlossen, die von Kiefern und Eichen dominiert werden. Die nördlichen Wälder sind vom Braunsteich im Osten bis zum Halbendorfer See im Nordwesten durch weitläufige Teichgebiete unterbrochen. In Weißwasser entspringt die Struga, die im Westen entlang der Bahnstrecke Berlin–Görlitz in das Schleifer Kirchspiel fließt. Am südlichen Stadtrand wurde der Tagebau Nochten vorbeigeführt, der in der ersten Hälfte der 2020er Jahre bis zur Gemeinde Schleife vorgerückt ist.

### Nachbargemeinden
An das Stadtgebiet Weißwassers grenzen (im Uhrzeigersinn) die Gemeinden Trebendorf (NW), Groß Düben (N), Gablenz (NO), Krauschwitz (O), Weißkeißel (SO; bildet mit Weißwasser die Verwaltungsgemeinschaft Weißwasser/O.L.) und Boxberg/O.L. (S). Südlich des eigentlichen Stadtgebiets liegt die Gemarkung Tzschelln. Dieser Landstreifen, zwischen den Gemeinden Trebendorf und Boxberg liegend und vom Tagebau durchdrungen, grenzt im Südwesten an die Gemeinde Spreetal. Rund 8 km nordöstlich liegt die Stadt Bad Muskau, die über Jahrhunderte hinweg das Machtzentrum der Region war.
Die nächsten Mittelstädte sind Spremberg (Grodk; etwa 20 km nordwestlich), Forst (Lausitz) (Baršć; 35 km nördlich), Hoyerswerda (Wojerecy; 35 km westlich), Żary (Sorau; 45 km nordöstlich), Bautzen (Budyšin; 50 km südwestlich) und Görlitz und Zgorzelec (55 km südlich). Die nächsten Großstädte sind Cottbus (Chóśebuz; 50 km nördlich), Zielona Góra (Grünberg; 90 km nordöstlich), Dresden (Drježdźany; 100 km südwestlich), Liberec (Reichenberg; 110 km südlich) und Legnica (Liegnitz; 130 km östlich).

### Klima

Niederschläge in Weißwasser (1961–1990)

Weißwasser hat ein kühlgemäßigtes Kontinentalklima. Mit 625 mm Jahresniederschlag (Mittelwert der Jahre 1961–1990) liegt die Stadt unterhalb des deutschen Mittelwertes von 700 mm.

## Geschichte

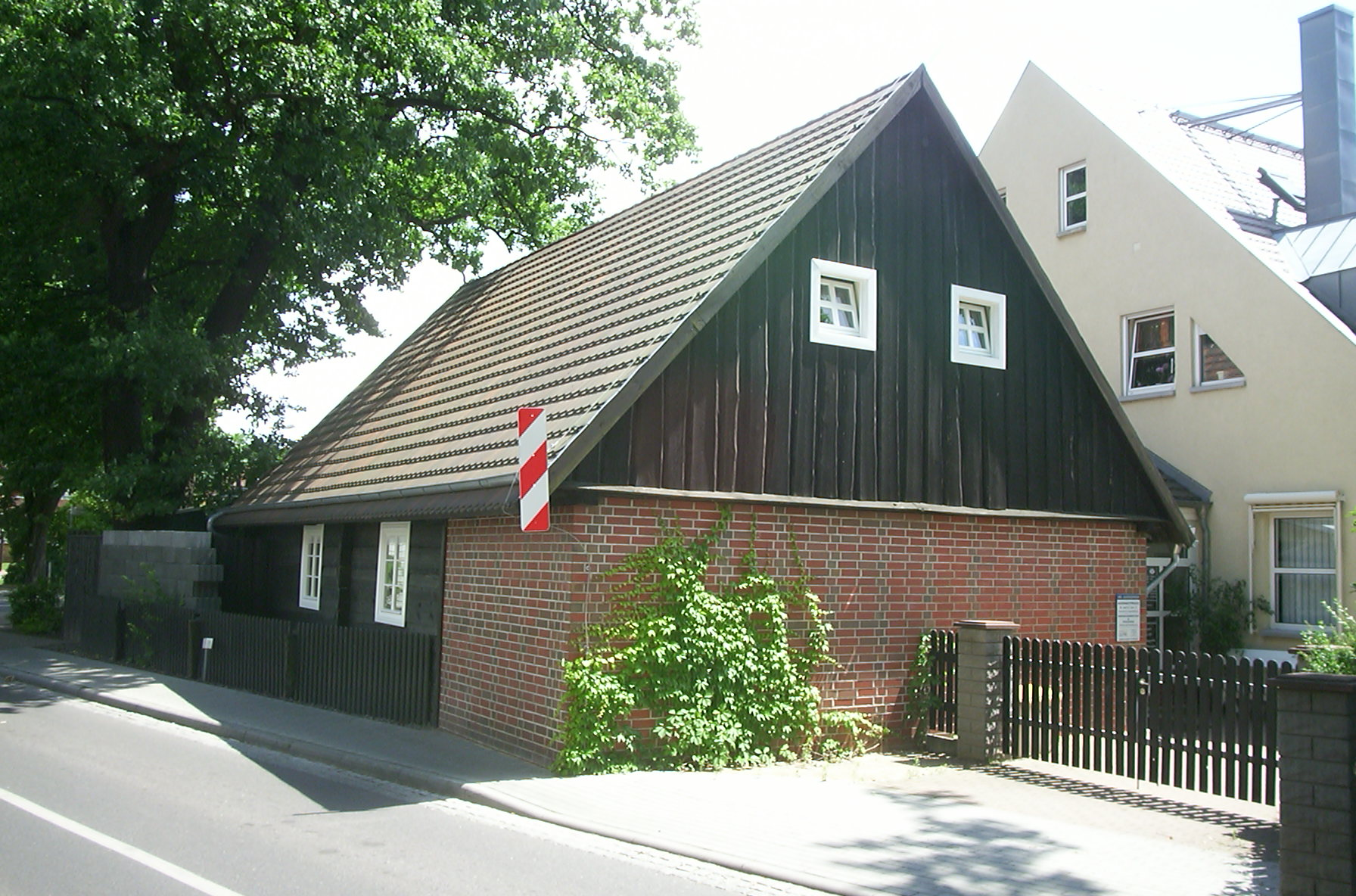
Denkmalgeschütztes Schrotholzhaus im „Alten Dorf“

1351 wird Weißwasser erstmals als Wyzzenwasser erwähnt – vermutlich die Übersetzung des älteren, gleichbedeutenden sorbischen Ortsnamens Běła Woda. Die erste kartographische Erfassung Weißwassers in einer Karte der Oberlausitz ist auf das Jahr 1593 datiert. Das ursprüngliche Dorf Weißwasser befand sich im westlichen Teil der heutigen Stadt, etwa an der August-Bebel-Straße. Dieser Bereich der Stadt wird heute das „Alte Dorf“ genannt. 1772 wurde in Weißwasser die erste Schule gegründet und 1817 kam der erste geprüfte Lehrer nach Weißwasser. 1860 wurde mit der Braunkohleförderung begonnen. Etwa zur gleichen Zeit wurde auch die erste Ziegelei errichtet. Von 1815 bis 1945 gehörte Weißwasser zur preußischen Provinz Schlesien.

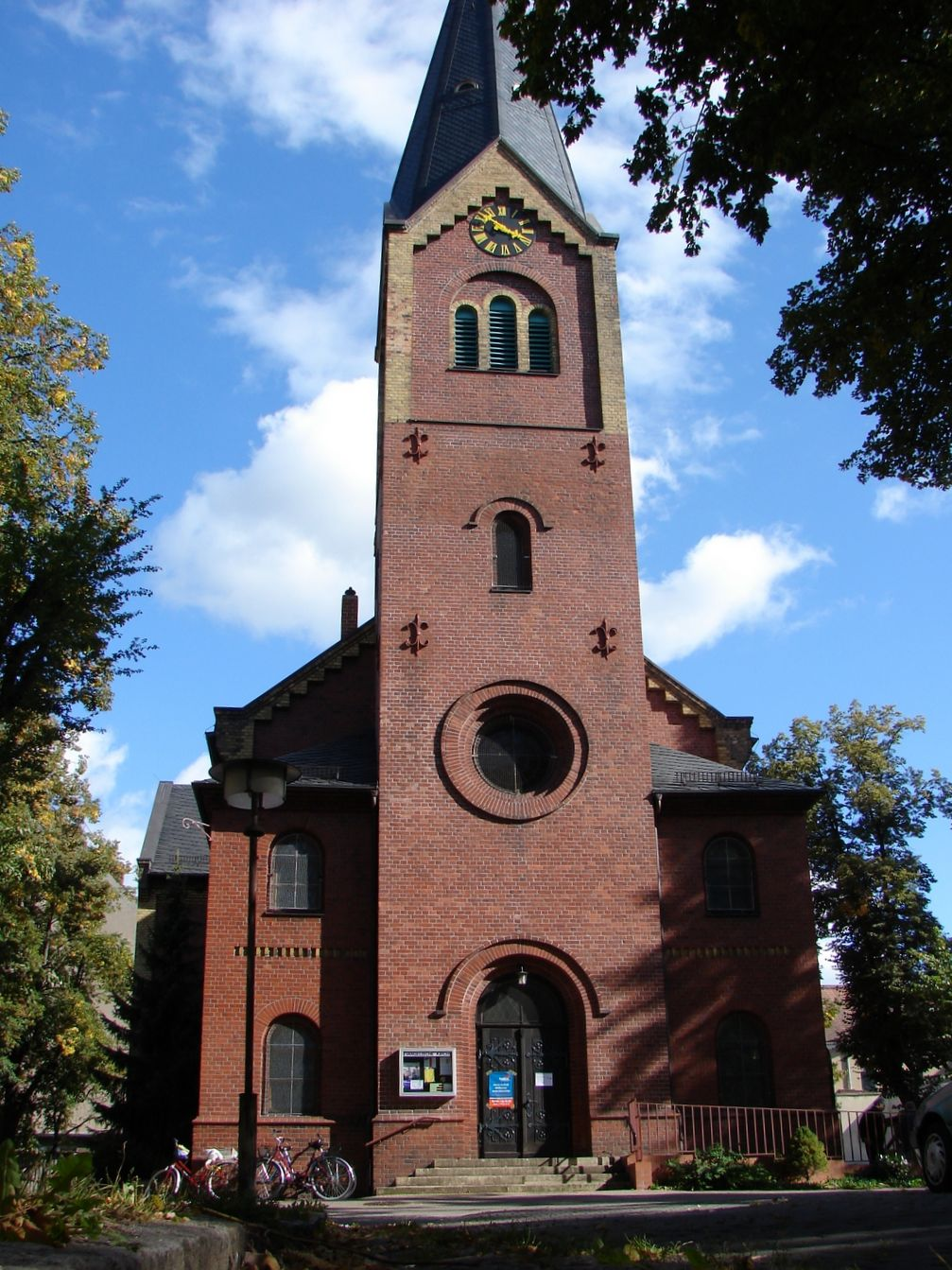
Evangelische Kirche, erbaut 1892/93

Durch die Berlin-Görlitzer Eisenbahn-Gesellschaft, die in den Jahren 1866/1867 die Bahnstrecke Berlin–Görlitz baute, erhielt Weißwasser einen Bahnhof. Unweit dieses Bahnhofs wurde 1873 erstmals Glas geschmolzen. Diese gute Verkehrsanbindung begünstigte zusammen mit den in der Umgebung vorkommenden Ton-, Quarzsand-, Holz- und Kohlevorkommen die weitere Ortsentwicklung, so dass Weißwasser im 19. und 20. Jahrhundert als Glasmacherort bekannt wurde. In der Gründerzeit entstanden in Weißwasser elf Glashütten, fünf Glasraffinerien, drei Ziegeleien sowie einige Kohlewerke. Diese Betriebe prägten nicht nur das Ortsbild und die Arbeiterklasse – etwa 75 Prozent der Einwohner Weißwassers arbeiteten in der oder für die Glasindustrie –, sie sorgten auch für den Aufstieg Weißwassers zum europäischen Zentrum der Glasproduktion zur Jahrhundertwende. Vom Fensterglas bis hin zum geschliffenen Kristallglas wurde das gesamte Produktspektrum abgedeckt. Große wirtschaftliche Bedeutung erlangte die Produktion von Glaskolben der Vereinigten Lausitzer Glaswerke für Glühlampen, insbesondere für die AEG und deren Beteiligung Osram, der Konsumgüterbereich der VLG war eines der wenigen designorientierten Unternehmen im frühen 20. Jahrhundert.
Weißwasser ist von großen, zusammenhängenden Waldgebieten mit einem hohen Kiefernanteil umgeben. In diesen entstanden zahlreiche Waldbrände, mit zum Teil erheblichen Ausmaßen. Auch Weißwasser selbst wurde dadurch teilweise zerstört. Um die großflächige Ausbreitung von Waldbränden verhindern zu können, sollte ein System entwickelt werden, welches es erlaubte, die Wälder dauerhaft zu beobachten und gegebenenfalls Alarm zu schlagen. Dieses erfand der Forstmeister Walter Seitz (1863–1944) im Muskauer Forst südlich von Weißwasser. An einer Anhöhe am Grünen Weg entstand zwischen 1890 und 1900 ein hölzerner, ca. 12 bis 18 Meter hoher Turm, der in Zeiten hoher Waldbrandgefahr besetzt war. Von diesem Turm wurde eine Sichtschneise bis zum damaligen Vorwerk (Dominium Weißwasser) in den Wald geschlagen, um den Bewohnern die Möglichkeit zu geben, die vom Feuerwächter übermittelten Lichtsignale zu empfangen. Um den Brandort in dem großen Waldmassiv genauer lokalisieren zu können, wurden durch Seitz ebenfalls Quadrate, auch Jagen genannt, in den Wäldern angelegt. Somit entstanden ca. 45 Hektar große Waldstücke mit dazugehöriger Nummer. So konnte bei Sichtung eines Waldbrandes die genaue Lage des Brandortes mit Hilfe der Lichtzeichen übermittelt und schnell mit der Brandbekämpfung begonnen werden. Seitz erhielt 1902 das deutsche Reichspatent für den weltweit ersten Feuerwachturm. Diese Erfindung stellte er 1904 auch auf der Weltausstellung in St. Louis vor. Am Standort des ersten Feuerwachturms stand bis 2009 ein fast 30 Meter hoher Turm aus Beton, welcher dem sich ausdehnenden Tagebau Nochten weichen musste.

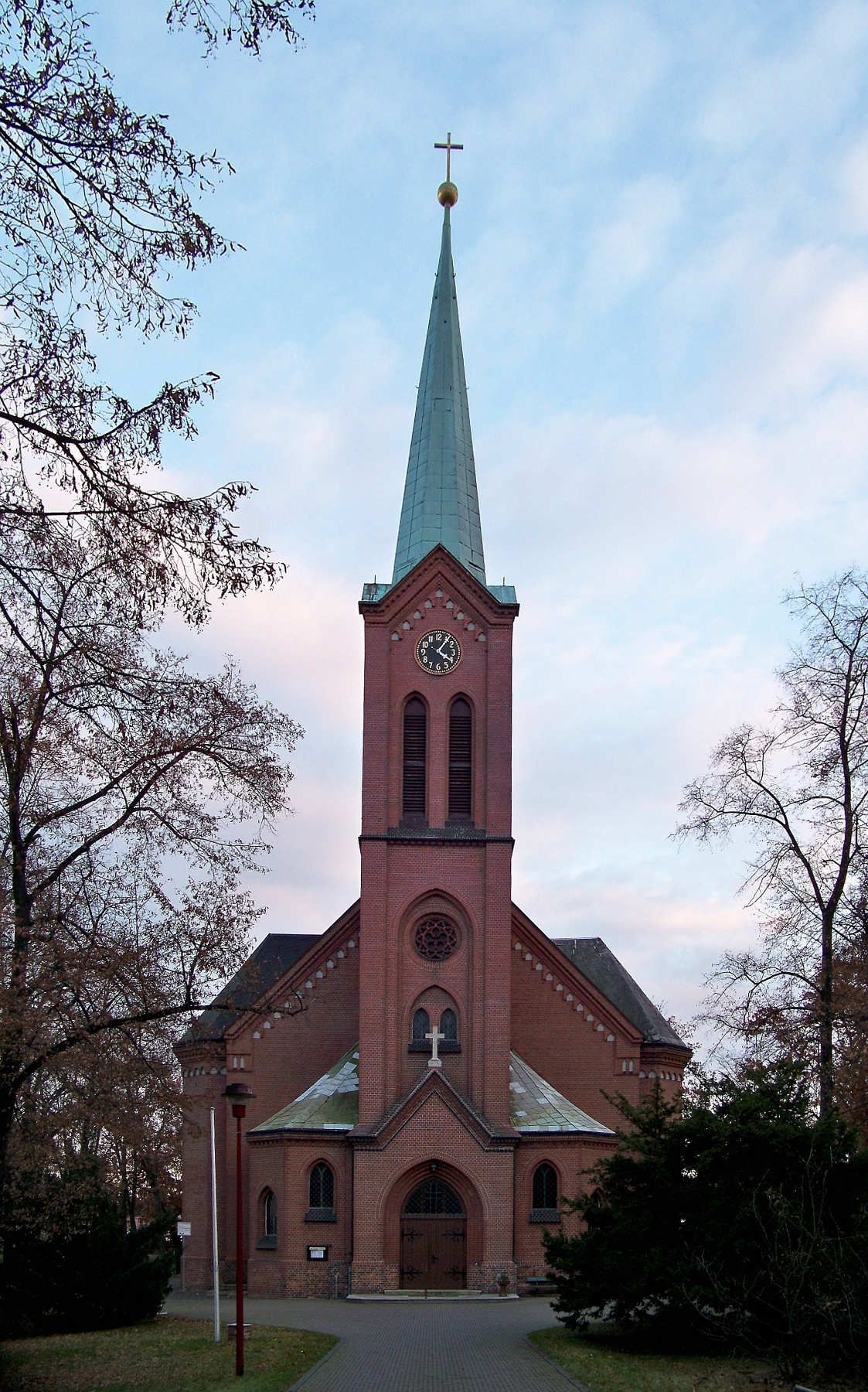
Katholische Heilig-Kreuz-Kirche, erbaut bis 1902

Zur besseren Rohstofferschließung wurde 1897 eine Kleinbahnlinie durch Weißwasser gebaut. Schon vor der Eingemeindung des südöstlich gelegenen Dorfes Hermannsdorf (1903) war das Dorf Weißwasser größer als die nahe gelegene Stadt Muskau. Das Dorf Weißwasser wuchs weiter und Industrie siedelte sich an. Damit stiegen die Einwohnerzahl und die Zahl der schulpflichtigen Kinder. Auf Initiative des damaligen Schulleiters, entstand im Jahre 1912 ein neues Schulgebäude in Weißwasser (heute Schule 1). Für Arbeiter, die aus katholisch geprägten Regionen nach Weißwasser umzogen, wurde eine Kirche errichtet. Am 28. August 1935 erhielt Weißwasser das Stadtrecht.
Gegen Ende des Zweiten Weltkrieges von Juni 1944 bis Februar 1945 existierte in der Stadt am Neuteichweg 44 ein Außenlager des KZ Groß-Rosen, in dem etwa 300 jüdische Frauen als KZ-Häftlinge für die Valvo-Röhrenwerke Zwangsarbeit verrichten mussten. Bei Auflösung des Lagers wurden sie am 24. Februar 1945 auf den Todesmarsch nach dem Außenlager Horneburg des KZ Neuengamme geschickt. In den letzten Wochen des Krieges erreichte die Rote Armee Weißwasser. Die Zerstörung der Bahnbrücke durch deutsche Truppen stellte dabei nur ein kurzzeitiges Hindernis dar. Nach dem Einzug der Roten Armee am 19. April 1945 waren etwa 40 % der Stadt zerstört. Fünf Monate später wurde die Glasproduktion wieder aufgenommen.

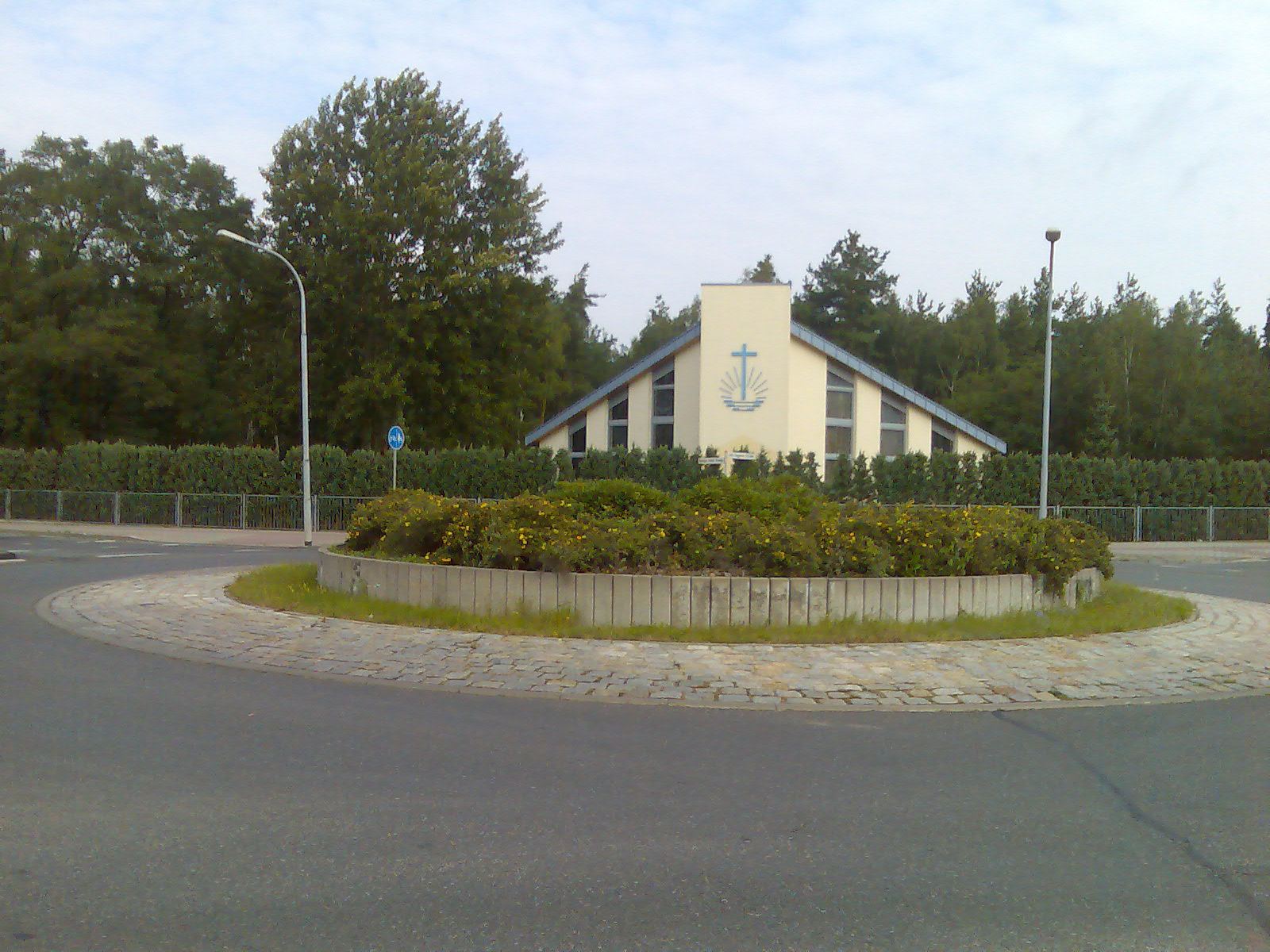
Neuapostolische Kirche

Zu DDR-Zeiten 1951 errichteten und betrieben die Vereinigung Volkseigener Betriebe (VVB) Ostglas und die Hauptverwaltung der VVB Glas/Keramik Berlin am Braunsteich das Pionierferienlager „Zeltlager der Freundschaft“.
Nach dem Zweiten Weltkrieg wurde der Freistaat Preußen aufgelöst und Weißwasser kam vorübergehend wieder zu Sachsen, bis 1952 durch die DDR die Bundesländer zerschlagen und stattdessen Bezirke gebildet wurden. Weißwasser gehörte daraufhin bis zum Ende der DDR zum „Kohle- und Energie-Bezirk“ Cottbus.

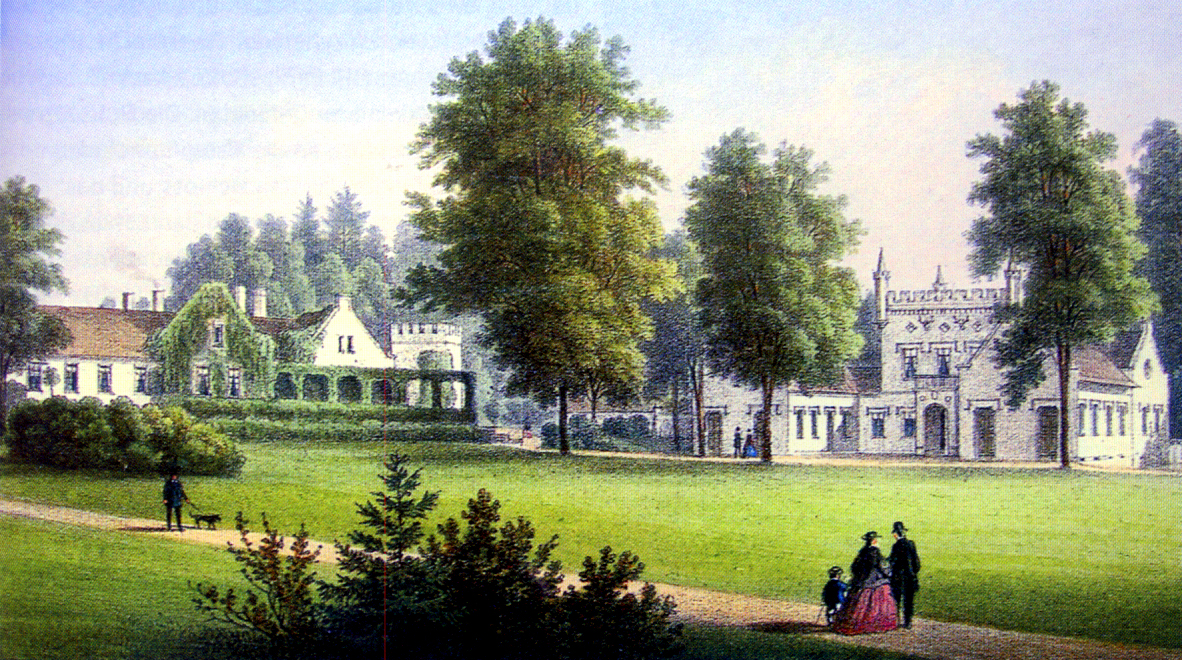
Jagdschloss um 1870

Das nahegelegene Jagdschloss bei Mühlrose, das der Dichter Heinrich Laube während seiner Haftzeit 1840 besuchte, wurde aufgrund zunehmenden Verfalls 1972 abgebrochen. Zwei Jahre vor seiner vollständigen Devastierung für den Tagebau Nochten wurde das Dorf Tzschelln 1977 nach Weißwasser eingemeindet.
Nach Bürgerentscheiden beantragten 1990 die Kreisräte der Landkreise Weißwasser und Hoyerswerda die Eingliederung in den Freistaat Sachsen, sodass Weißwasser wieder eine sächsische Stadt wurde. In der Stadt selbst gab es eine Zustimmung von 77,2 Prozent.
Weißwasser war von 1952 bis 1994 Kreissitz des gleichnamigen Kreises Weißwasser. In der Debatte um den Kreissitz für den 1994 neu geschaffenen Niederschlesischen Oberlausitzkreis konnte sich die Stadt auf Grund ihrer Lage im Kreisgebiet nicht gegen Görlitz und Niesky durchsetzen. Seit dem 1. April 1997 hat Weißwasser den Status der Großen Kreisstadt.
Bedingt durch den Nationalsozialismus gibt es in Weißwasser keine jüdische Gemeinde. Joseph Schweig, eine der wichtigsten Personen der Entwicklung Weißwassers gegen Ende des 19. Jahrhunderts, war dem Judentum angehörig und stiftete 1902 eine jüdische Grabstätte, die bis 1978 Bestand hatte. Auf dem Gelände des 1982 eingeebneten Jüdischen Friedhof wurde 2010 eine Ehrenbegräbnisstätte der Familie Schweig wiedererrichtet.

## Bevölkerungsentwicklung

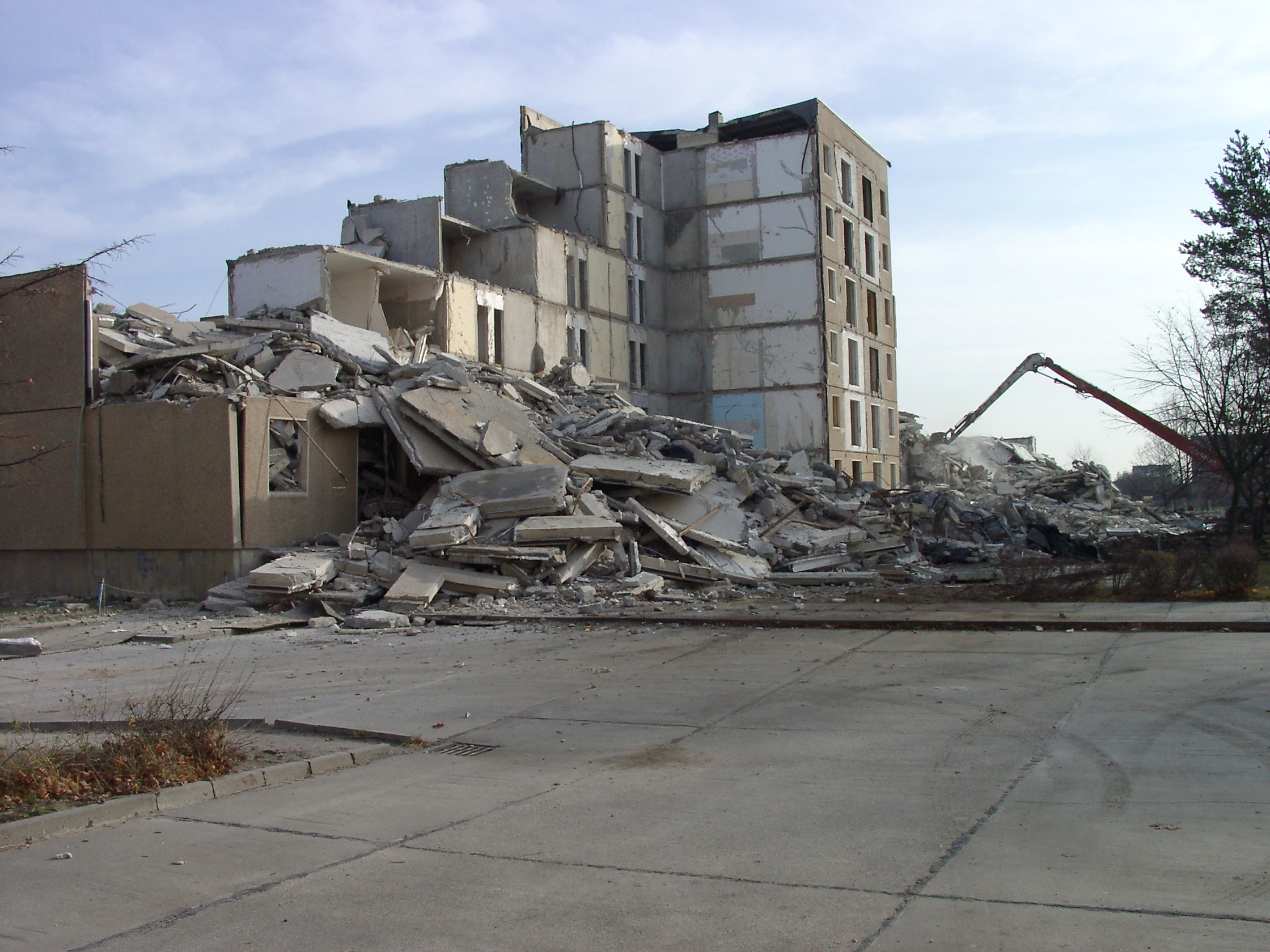
Flächenabriss von Plattenbauquartieren aufgrund starker Abwanderung

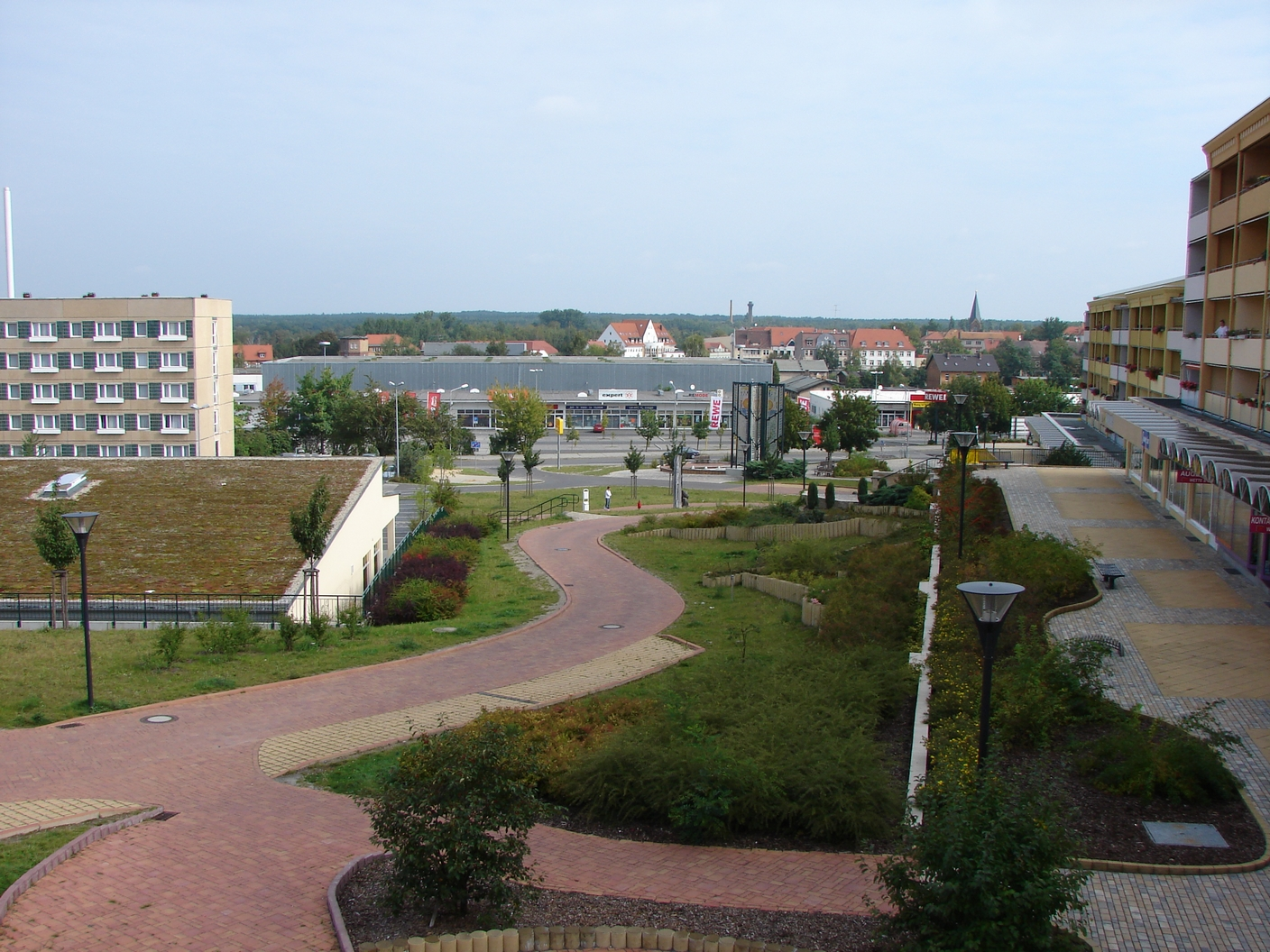
Boulevard von Weißwasser

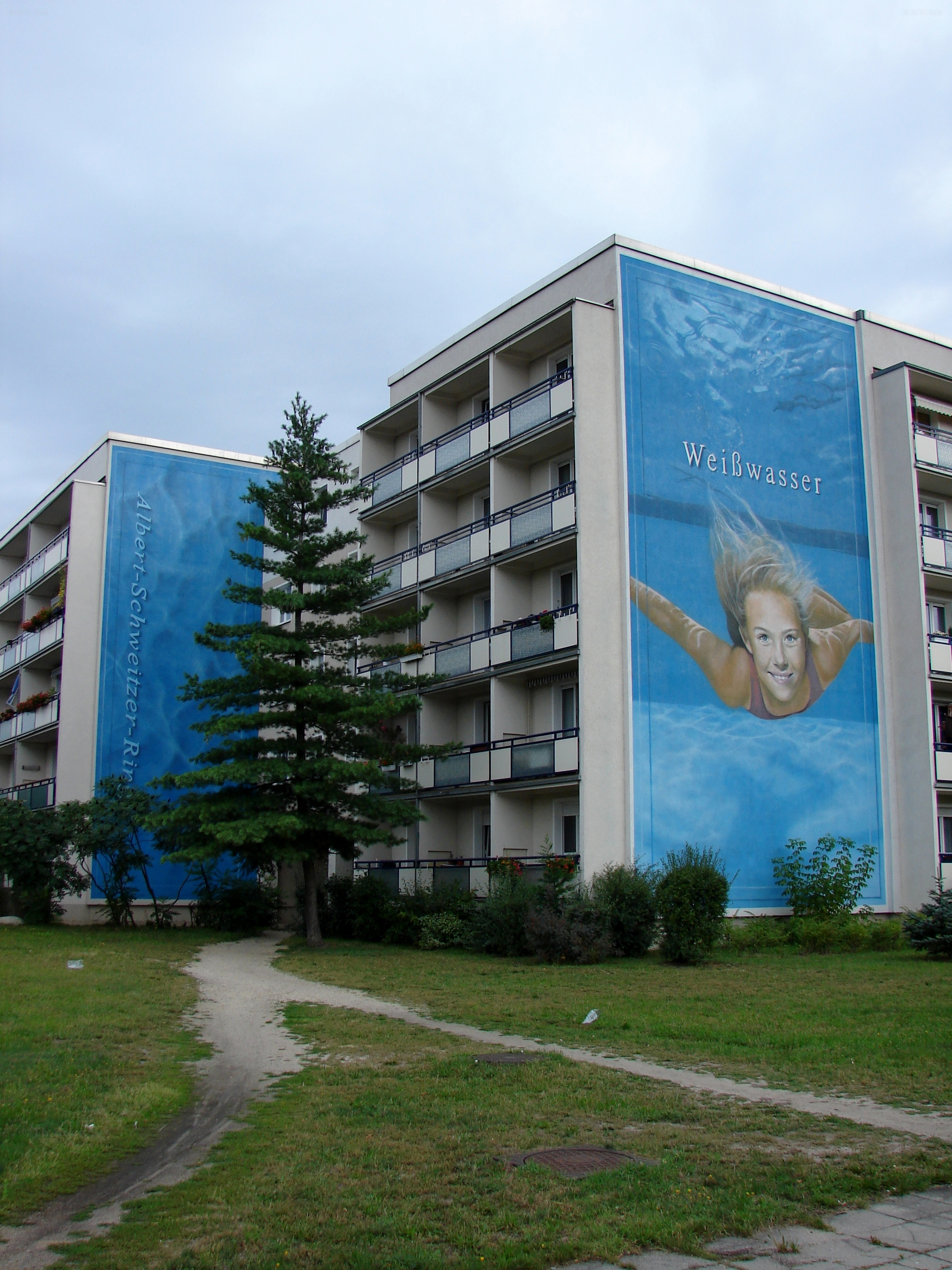
Fassade eines sanierten Plattenbaus im Albert-Schweitzer-Ring

In den Anfangsjahren der DDR erfuhr die Stadt neben den Glasbetrieben auch durch das neu erbaute Kraftwerk Boxberg und kleinere Industriebetriebe einen Aufschwung, der zu einem stetigen Bevölkerungswachstum führte, sodass die Stadt Ende der 1980er-Jahre einen Höchststand von knapp 39.000 Einwohnern erreichte und damit dreimal so groß wie 30 Jahre zuvor war. Ab den 1960er-Jahren entstand daher südwestlich der ursprünglichen Stadtlage das Wohnviertel Weißwasser-Süd, das vorwiegend aus Plattenbauten besteht.
Nach der politischen Wende in der DDR mussten die meisten Glas- und Industriebetriebe schließen, weitere Betriebe mussten Arbeitsplätze abbauen, um im geänderten politischen System wirtschaftlich überleben zu können. Die hohe Arbeitslosenquote von über 20 % und die Stadtflucht entwickelten sich zu größeren Problemen – innerhalb der folgenden zwei Jahrzehnte hat sich die Einwohnerzahl mehr als halbiert, großflächiger Wohnungsabriss ist die Folge. Anders als viele andere Kreisstädte konnte Weißwasser zur Kompensation des Bevölkerungsrückgangs keine Orte des Umlands eingemeinden. Prognosen gehen von einem weiteren Rückgang der Bevölkerung auf bis zu ca. 15.400 Einwohner im Jahr 2025 aus. Weißwasser hatte die schlechteste Entwicklungsperspektive aller sächsischer Gemeinden zwischen 15.000 und 25.000 Einwohnern bis zum Jahr 2020.
Weiterhin findet ein Anstieg des Altersdurchschnitts der Bevölkerung statt, bedingt durch das Abwandern junger Bevölkerungsanteile.
Der Bevölkerungsrückgang zeigte seine Auswirkungen vor allem in Weißwasser-Süd. Während Anfang der 1990er-Jahre mit der Südpassage ein Einkaufszentrum inmitten eines Wohngebietes der Südstadt entstand, bildete dieses rund 15 Jahre später nahezu den Rand der bebauten Stadtfläche und stand 20 Jahre nach der Wende schließlich außerhalb der städtischen Wohngebiete.
| - 1825 – 00 390 - 1866 – 00 572 - 1871 – 00 721 - 1876 – 00 761 - 1885 – 01.352 - 1899 – 01.929 - 1905 – 09.327 - 1910 – 11.799 - 1925 – 12.588 | - 1930 – 13.724 - 1939 – 14.388 - 1946 – 12.940 - 1950 – 13.844 - 1960 – 14.028 - 1964 – 15.457 - 1970 – 19.071 - 1980 – 30.933 - 1981 – 32.799 | - 1984 – 34.994 - 1988 – 38.288 - 1990 – 35.430 - 1991 – 34.390 - 1992 – 33.214 - 1993 – 32.848 - 1994 – 32.037 - 1995 – 31.049 - 1996 – 31.267 | - 1997 – 30.300 - 1998 – 28.605 - 1999 – 27.315 - 2000 – 26.107 - 2001 – 24.815 - 2002 – 23.862 - 2003 – 22.966 - 2004 – 22.218 - 2005 – 21.498 | - 2006 – 20.823 - 2007 – 20.298 - 2008 – 19.927 - 2009 – 19.615 - 2010 – 19.055 - 2011 – 18.592 - 2012 – 18.359 - 2012 – 17.541 - 2013 – 17.288 |
| Quellen: weisswasser.de, Digitales Historisches Ortsverzeichnis von Sachsen, ab 1990 (jeweils zum 31. Dezember) Statistisches Landesamt des Freistaates Sachsen, Lausitzer Rundschau Auf Grundlage des Zensus 2011 wurde die (berechnete) amtliche Einwohnerzahl für den 31. Dezember 2012 seitens des Statistischen Landesamtes von 18.359 um 818 auf 17.541 Einwohner nach unten korrigiert. Damit ist die Zahl rund 4,5 % niedriger als ursprünglich vermeldet. | | | | |

## Politik

### Stadtrat
Die Stadtratswahl am 9. Juni 2024 und frühere Wahlen führten zu folgenden Ergebnissen (aufgrund von Rundungen kann es zu Differenzen zwischen Diagramm und Tabelle kommen):
| Stadtrat ab 2024Insgesamt 22 Sitze - Linke: 1 - unabh. (bis 2024 SPD): 1 - KJiK: 1 - FUW: 2 - Klartext: 4 - CDU: 3 - VJ!: 1 - ProWSW: 2 - AfD: 7 | Partei/Wählergemeinschaft                         | 2024   | 2024   | 2019   | 2019   | 2014   | 2014   |
| Stadtrat ab 2024Insgesamt 22 Sitze - Linke: 1 - unabh. (bis 2024 SPD): 1 - KJiK: 1 - FUW: 2 - Klartext: 4 - CDU: 3 - VJ!: 1 - ProWSW: 2 - AfD: 7 | Partei/Wählergemeinschaft                         | Sitze  | in %   | Sitze  | in %   | Sitze  | in %   |
| Stadtrat ab 2024Insgesamt 22 Sitze - Linke: 1 - unabh. (bis 2024 SPD): 1 - KJiK: 1 - FUW: 2 - Klartext: 4 - CDU: 3 - VJ!: 1 - ProWSW: 2 - AfD: 7 | AfD                                               | 7      | 29,9   | 5      | 22,1   | –      | –      |
| Stadtrat ab 2024Insgesamt 22 Sitze - Linke: 1 - unabh. (bis 2024 SPD): 1 - KJiK: 1 - FUW: 2 - Klartext: 4 - CDU: 3 - VJ!: 1 - ProWSW: 2 - AfD: 7 | Klartext                                          | 4      | 20,1   | 7      | 28,7   | 6      | 25,7   |
| Stadtrat ab 2024Insgesamt 22 Sitze - Linke: 1 - unabh. (bis 2024 SPD): 1 - KJiK: 1 - FUW: 2 - Klartext: 4 - CDU: 3 - VJ!: 1 - ProWSW: 2 - AfD: 7 | CDU                                               | 3      | 12,7   | 3      | 12,9   | 6      | 23,5   |
| Stadtrat ab 2024Insgesamt 22 Sitze - Linke: 1 - unabh. (bis 2024 SPD): 1 - KJiK: 1 - FUW: 2 - Klartext: 4 - CDU: 3 - VJ!: 1 - ProWSW: 2 - AfD: 7 | Für unser Weißwasser                              | 2      | 9,0    | 1      | 8,5    | –      | –      |
| Stadtrat ab 2024Insgesamt 22 Sitze - Linke: 1 - unabh. (bis 2024 SPD): 1 - KJiK: 1 - FUW: 2 - Klartext: 4 - CDU: 3 - VJ!: 1 - ProWSW: 2 - AfD: 7 | Weißwasser ProWSW                                 | 2      | 7,2    | –      | –      | –      | –      |
| Stadtrat ab 2024Insgesamt 22 Sitze - Linke: 1 - unabh. (bis 2024 SPD): 1 - KJiK: 1 - FUW: 2 - Klartext: 4 - CDU: 3 - VJ!: 1 - ProWSW: 2 - AfD: 7 | Veränderung Jetzt!                                | 1      | 6,1    | –      | –      | –      | –      |
| Stadtrat ab 2024Insgesamt 22 Sitze - Linke: 1 - unabh. (bis 2024 SPD): 1 - KJiK: 1 - FUW: 2 - Klartext: 4 - CDU: 3 - VJ!: 1 - ProWSW: 2 - AfD: 7 | Linke                                             | 1      | 5,5    | 2      | 10,6   | 4      | 19,0   |
| Stadtrat ab 2024Insgesamt 22 Sitze - Linke: 1 - unabh. (bis 2024 SPD): 1 - KJiK: 1 - FUW: 2 - Klartext: 4 - CDU: 3 - VJ!: 1 - ProWSW: 2 - AfD: 7 | Wählergemeinschaft für Kinder, Jugend und Familie | 1      | 4,9    | 1      | 6,5    | 1      | 6,2    |
| Stadtrat ab 2024Insgesamt 22 Sitze - Linke: 1 - unabh. (bis 2024 SPD): 1 - KJiK: 1 - FUW: 2 - Klartext: 4 - CDU: 3 - VJ!: 1 - ProWSW: 2 - AfD: 7 | SPD                                               | 1      | 4,5    | 2      | 8,1    | 2      | 10,6   |
| Stadtrat ab 2024Insgesamt 22 Sitze - Linke: 1 - unabh. (bis 2024 SPD): 1 - KJiK: 1 - FUW: 2 - Klartext: 4 - CDU: 3 - VJ!: 1 - ProWSW: 2 - AfD: 7 | Grüne                                             | –      | –      | –      | 2,5    | –      | –      |
| Stadtrat ab 2024Insgesamt 22 Sitze - Linke: 1 - unabh. (bis 2024 SPD): 1 - KJiK: 1 - FUW: 2 - Klartext: 4 - CDU: 3 - VJ!: 1 - ProWSW: 2 - AfD: 7 | Wir für hier                                      | –      | –      | –      | –      | 2      | 11,2   |
| Stadtrat ab 2024Insgesamt 22 Sitze - Linke: 1 - unabh. (bis 2024 SPD): 1 - KJiK: 1 - FUW: 2 - Klartext: 4 - CDU: 3 - VJ!: 1 - ProWSW: 2 - AfD: 7 | NPD                                               | –      | –      | –      | –      | 1      | 3,8    |
| Stadtrat ab 2024Insgesamt 22 Sitze - Linke: 1 - unabh. (bis 2024 SPD): 1 - KJiK: 1 - FUW: 2 - Klartext: 4 - CDU: 3 - VJ!: 1 - ProWSW: 2 - AfD: 7 | Wahlbeteiligung                                   | 58,3 % | 58,3 % | 52,2 % | 52,2 % | 37,5 % | 37,5 % |

Die SPD ist seit Dezember 2024 durch Parteiaustritt nicht mehr im Stadtrat vertreten.

### Bürgermeister (unvollständig)

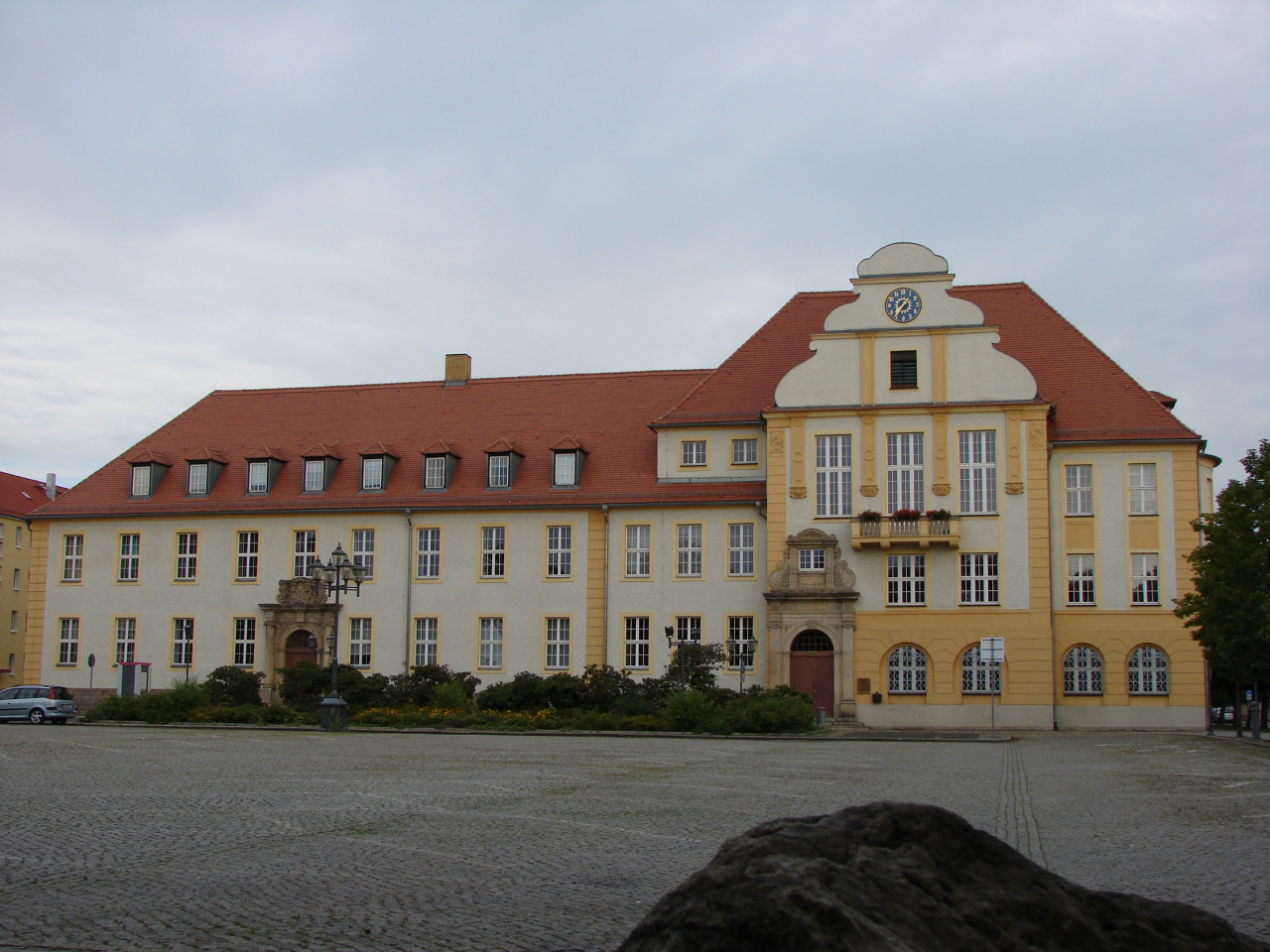
Das Rathaus der Stadt

#### Gemeindevorsteher
- um 1886 bis 1888 August Neugebauer
- 1888[22] bis 1896 Hermann Kiesewetter[23]
- 7. Dezember 1898, Karl Gierth, erster hauptamtlicher Gemeindevorsteher[23]
- 1901, Höpker (kommissarisch)[23]
- 1. Mai 1902 bis Sommer 1914, Otto Rummert, erster Bürgermeister von Weißwasser
- Sommer 1914 Joseph Schweig – 15. Oktober 1916, als 1. Schöffe amtierender Bürgermeister
- 16. Oktober 1914 bis 31. März 1933, Otto Lange
- 1. April 1933 bis 31. März 1934, Fritz Boehm (1. Schöffe und Justizobersekretär)[24] (kommissarisch)
- 1. April 1934 bis 13. August 1934, Gerhard Weyh[25]
- 14. August 1934 bis 31. März 1935, Paul Petow[24] (kommissarisch)

#### Bürgermeister
(Titel ab 1. April 1935)
- 1. April 1935 bis 14. Dezember 1935, Paul Petow[26][27] (kommissarisch)
- 15. Dezember 1935 bis 17. April 1945, Karl Wenderoth[25][28][29] (Mit Unterbrechung 1942/43 und Vertretung durch Petow)
- 24. April 1945 bis 1946, Karl Ingelöf
- bis Anfang 1947, Paul Bistrosch
- ab Anfang 1947 bis Ende 1947, Kurt Schildan[30]
- Anfang 1948 bis 21. März 1951, Georg Teubner
- 21. März 1951 bis 20. Oktober 1952, Heinz Krüger[31]
- ab 21. Oktober 1952, Willy Dörner[23]
- um 1959[32] bis mind. 1968,[33] Horst Dreihardt
- um 1977,[34] bis mind. Mai 1986,[35] Otto Bräsigk

#### Oberbürgermeister seit 1990
- 1990–2001: Dieter Lößner (CDU)
- 2001–2003: Helma Orosz (CDU)
- 2003–2010: Hartwig Rauh (parteilos)
- 2010–2024: Torsten Pötzsch (Klartext)
- seit 2024: Katja Dietrich (SPD)

| Wahl | Bürgermeister   | Vorschlag | Wahlergebnis (in %) |
| ---- | --------------- | --------- | ------------------- |
| 2024 | Katja Dietrich  | Dietrich  | 42,8                |
| 2017 | Torsten Pötzsch | Klartext  | 51,2                |
| 2010 | Torsten Pötzsch | Klartext  | 54,3                |
| 2003 | Hartwig Rauh    | Rauh      | 60,7                |
| 2001 | Helma Orosz     | CDU       | 42,6                |

### Wappen
Bereits am 28. Februar 1914 erfolgte durch den Gemeindevorstand für ein Honorar von 20 Mark eine Ausschreibung für die Gestaltung eines Gemeindewappens. Da die eingereichten Vorschläge keine Zustimmung fanden, wandte man sich in der Folge an die Zeitschrift Der Herold, um Entwürfe in Auftrag zu geben. Erst im dritten Anlauf fand eine Konzeption Zustimmung im Rat. Das Wappen wurde von Geheimrat Hildebrand entworfen und am 31. Januar 1927 vom preußischen Staatsministerium bewilligt. Blau und Gelb, die Farben der Oberlausitz, bilden den Grundstock. Auf blauem Grund ist zu jeder Seite ein grüner Glasbecher als Symbolisierung der örtlichen Glasindustrie. Weißwasser war in den zwanziger Jahren der weltweit größte glasproduzierende Ort. Auf den Bechern finden sich auch 18 kleine Buckel, die die zu der Zeit bedeutendsten Glaswerkstätten symbolisieren, elf glasherstellende und sieben verarbeitende Betriebe. Schlägel und Eisen auf gelben Grund weisen auf den Braunkohleabbau nahe den Stadtgrenzen hin. Im Schildfuß sind sieben weiße Wellen dargestellt, die auf die sieben ehemaligen Heideseen der Gemarkung Weißwasser verweisen. Die klaren Seen inner- und außerhalb der Gemeinde bilden auch den Ursprung des Ortsnamens.
Mit den grünen Bechern auf blauem Grund hatte Hildebrand das Wappen heraldisch unkorrekt entworfen. Die Becher hätten auf farbigem Grund eines der beiden Metalle sein müssen, beispielsweise Silber wie links im unteren Wappen dargestellt. Es soll eine Marotte des Heraldikers gewesen sein, Wappenregeln nicht vollständig zu befolgen. Zugleich soll es sein einziges Wappen sein, das bewilligt wurde. Es ist zu vermuten, dass Hildebrand hier die heraldischen Regeln wissentlich missachtet hat, da er im Wappen die Glasherstellung in Weißwasser darstellen wollte. Daher sollten die Becher nicht Prunk und Reichtum in Gold oder Silber, sondern flaschengrüne Glaspokale aus hiesiger Produktion darstellen.

### Städtepartnerschaften
Weißwasser unterhält Partnerschaften mit Brühl in Nordrhein-Westfalen und Żary (Sorau) in der polnischen Woiwodschaft Lebus. Beide Partnerschaften entstanden in der Wendezeit zwischen den damals etwa gleich großen Städten. Die Städtepartnerschaft zwischen Brühl und Weißwasser wurde am 3. Oktober 1990, am Tag der deutschen Wiedervereinigung, unterzeichnet. Die langjährige Städtefreundschaft mit Żary wurde im Juni 1997 mit einem Partnerschaftsvertrag besiegelt. Während der Einweihung des Sorauer Platzes am 30. August 2007, zu der unter anderem der Bürgermeister sowie der Stadtratsvorsitzende Żarys kamen, wurde diese langjährige Freundschaft zwischen den beiden Städten hervorgehoben.

## Kultur und Sehenswürdigkeiten

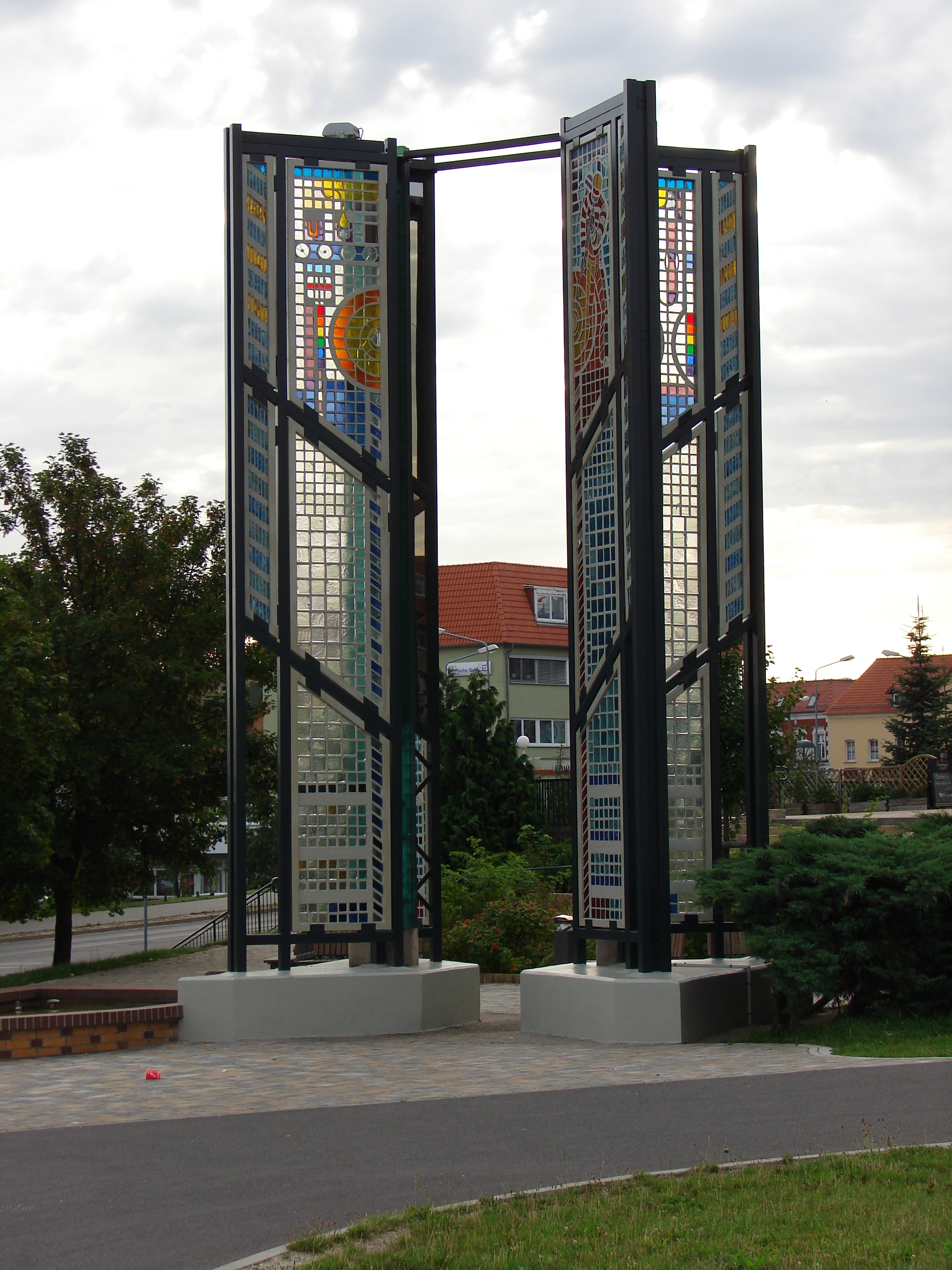
Glasmacherstele

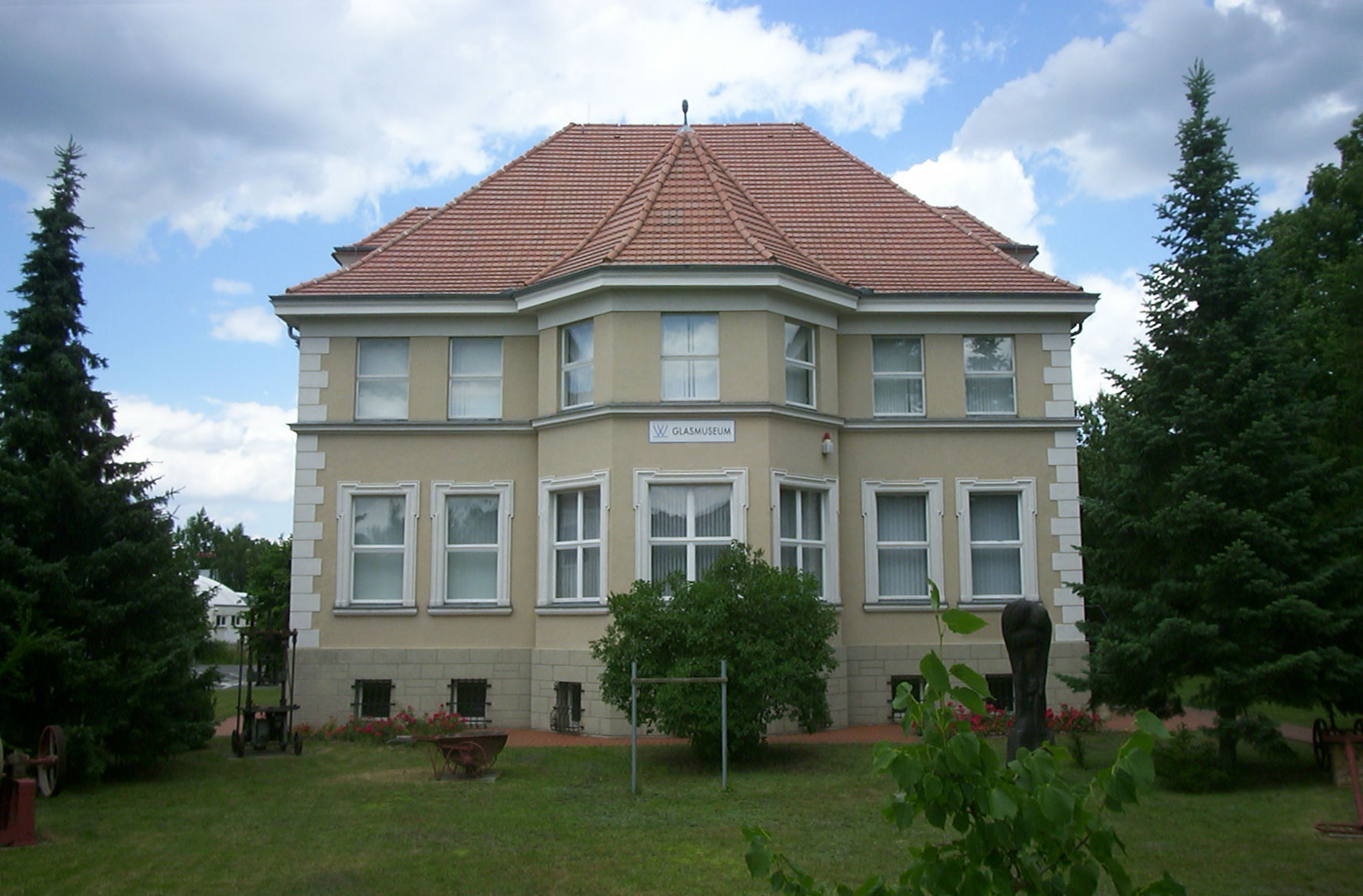
Glasmuseum

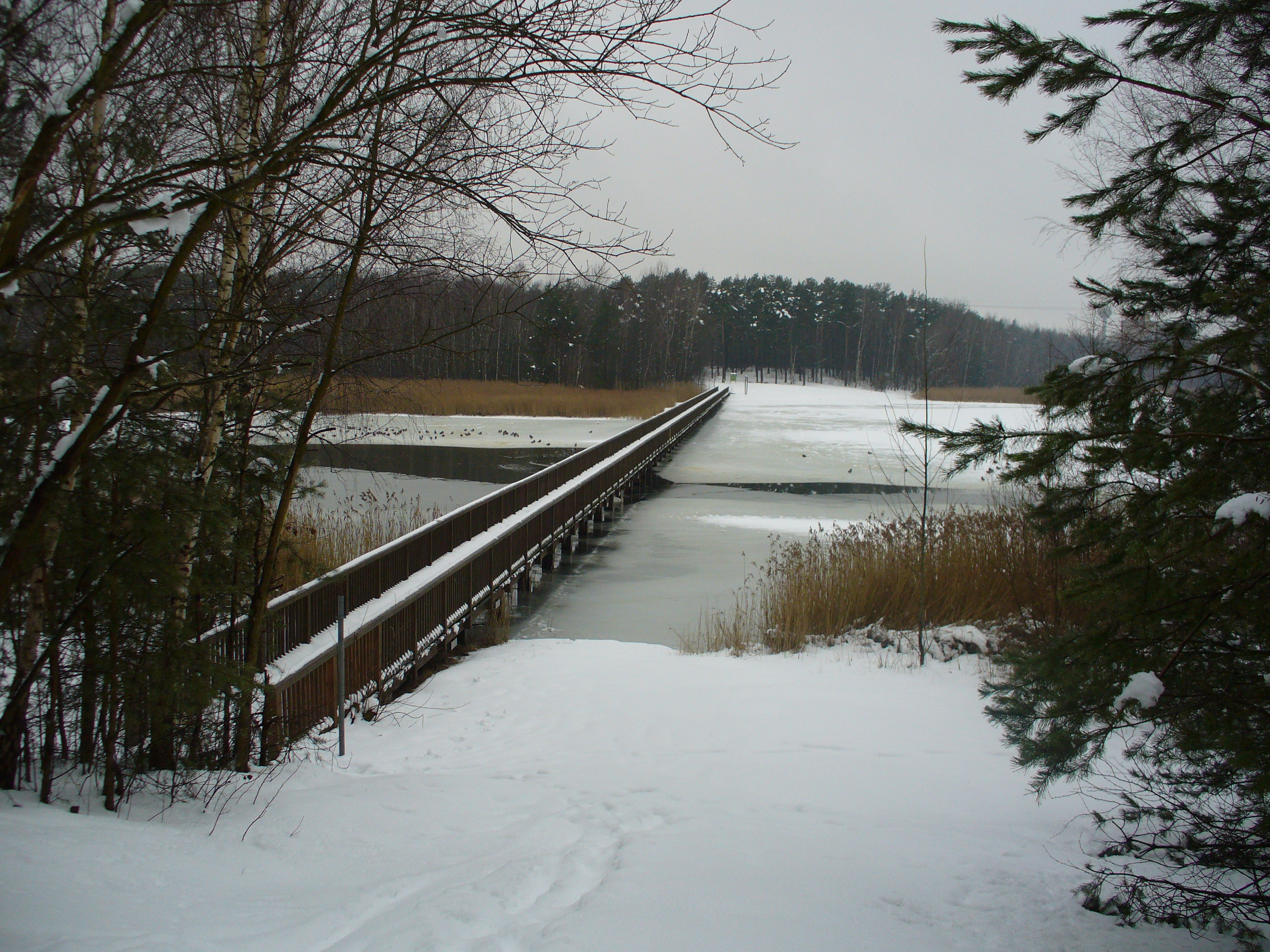
Braunsteich

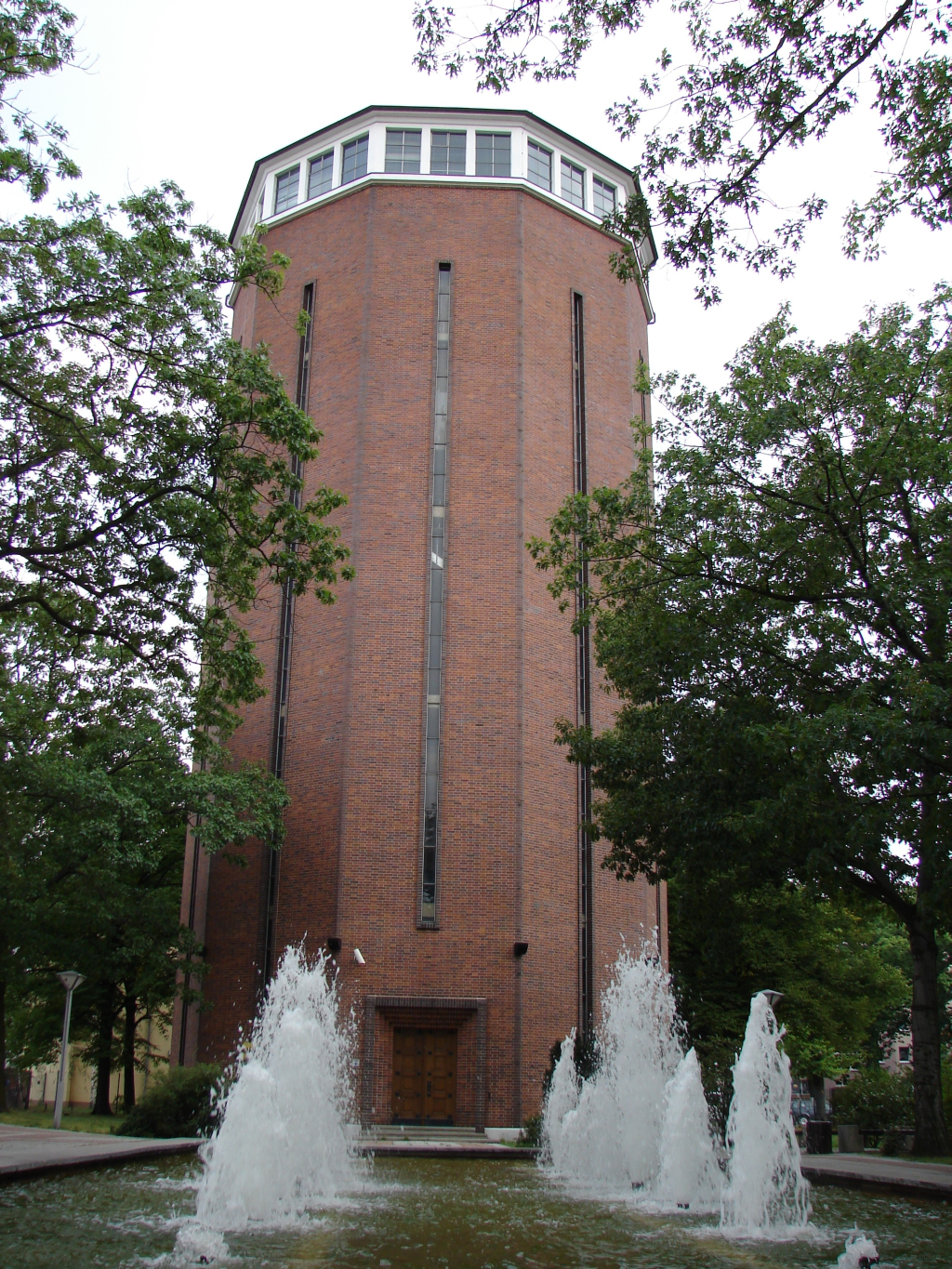
Wasserturm an der Schwimmhalle

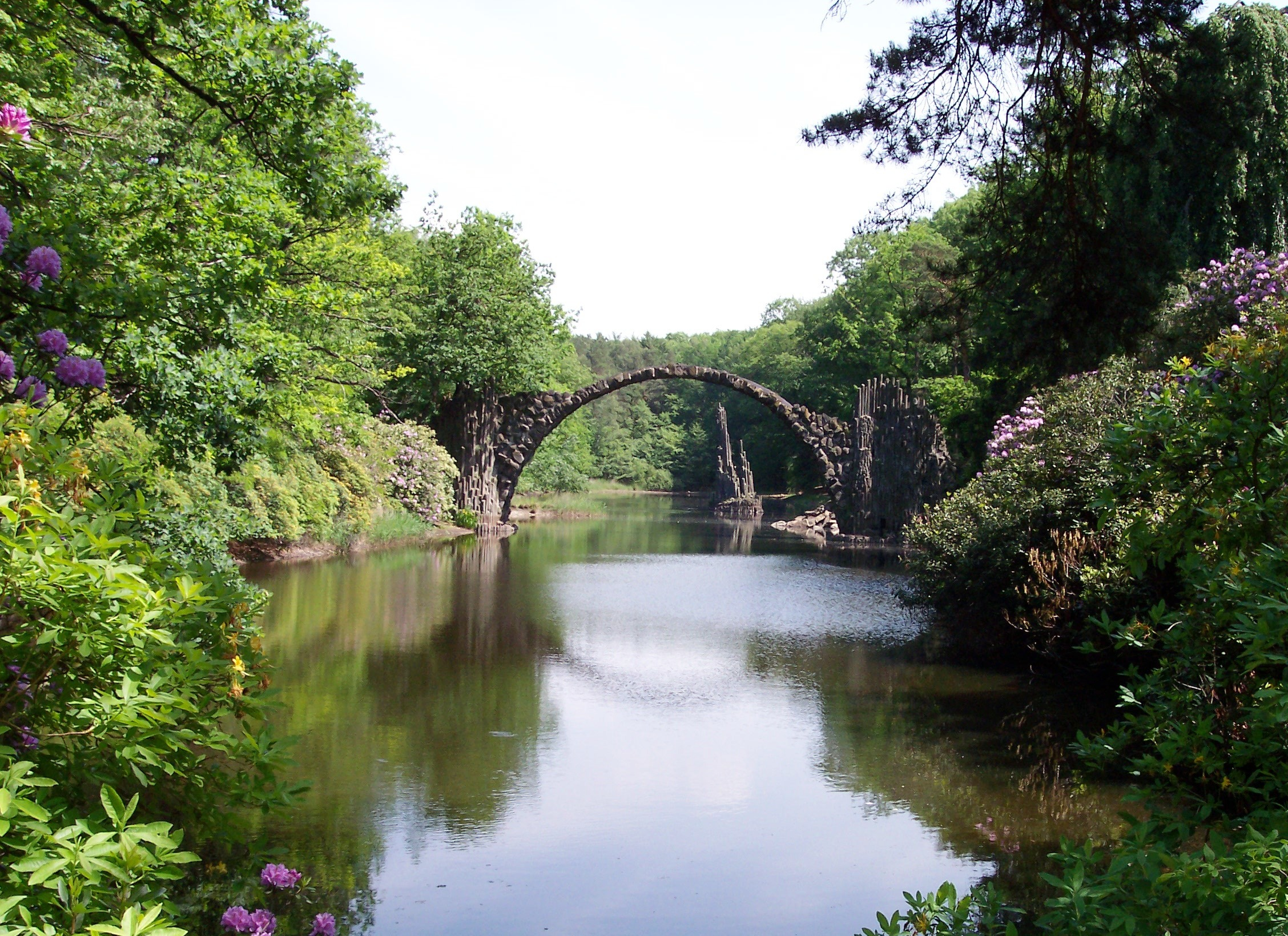
Rakotzbrücke im Kromlauer Park

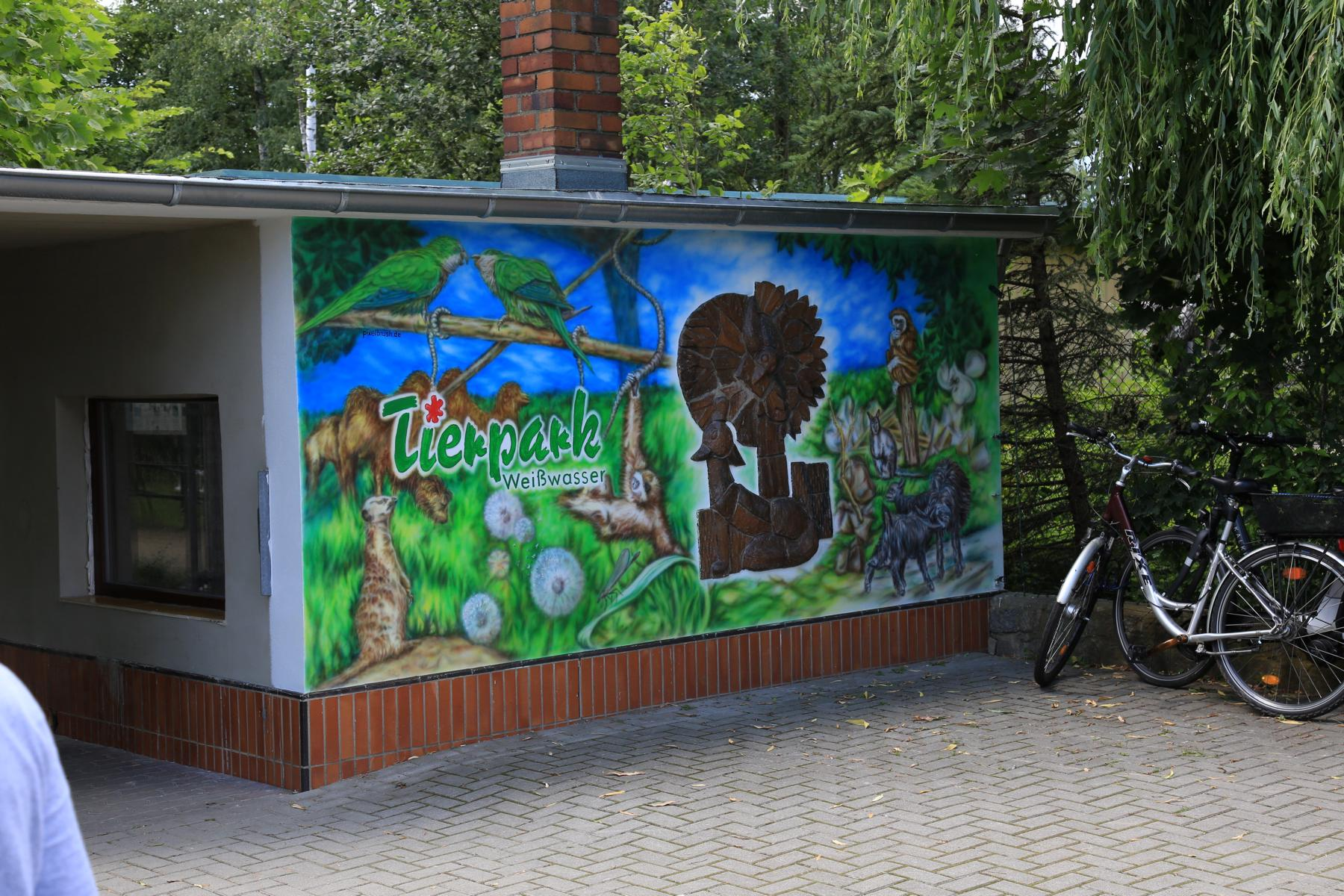
Eingang des Tierparks

Sehenswürdigkeiten in Weißwasser und seiner näheren Umgebung sind unter anderem:
- Turm am Schweren Berg, 30 m hoher Aussichtsturm an der Tagebaukante des Tagebaus Nochten[40]
- Azaleen- und Rhododendronpark Kromlau mit Rakotzbrücke
- Braunsteich
- Bronzeplastik Die Kesse, Gutenbergstraße
- Ehrenhain für die Opfer des Faschismus, am Friedhof
- Energie-Stele vor der Schwimmhalle
- Erinnerungsstein an die Außenstelle des KZ Groß-Rosen, Kromlauer Weg/Neuteichweg
- Fürst-Pückler-Park Bad Muskau
- Glasmacherbrunnen vor dem Bahnhof
- Glasmacherdenkmal vor der ehemaligen Glasfachschule, Jahnstraße
- Glasmuseum Weißwasser, Forster Straße
- Jungfernbrunnen vor dem Gebäude der Stadtwerke Weißwasser, an der Straße des Friedens
- Findlingspark Nochten
- Schillerbank, Bautzener Straße/Rosa-Luxemburg-Straße
- Sportler-Denkmal am Puck, Lutherstraße
- Tierpark Weißwasser
- Waldeisenbahn Muskau
- Wasserturm an der Schwimmhalle, das Wahrzeichen Weißwassers

In Weißwasser wurden mehrere Gebäude vom Bauhaus-Architekten Ernst Neufert entworfen, der von 1934 bis 1944 Hausarchitekt der Vereinigten Lausitzer Glaswerke war. Darunter befindet sich das ehemals 6-stöckige Lagergebäude des Konzerns (der späteren ehemaligen Großhandelsorganisation VEB Obst, Gemüse und Speisekartoffeln (GHG)) und die Villa des Direktors des VLG-Konzerns Bruno Kindt in der heutigen Rosa-Luxemburg-Straße.

### Gedenkstätten

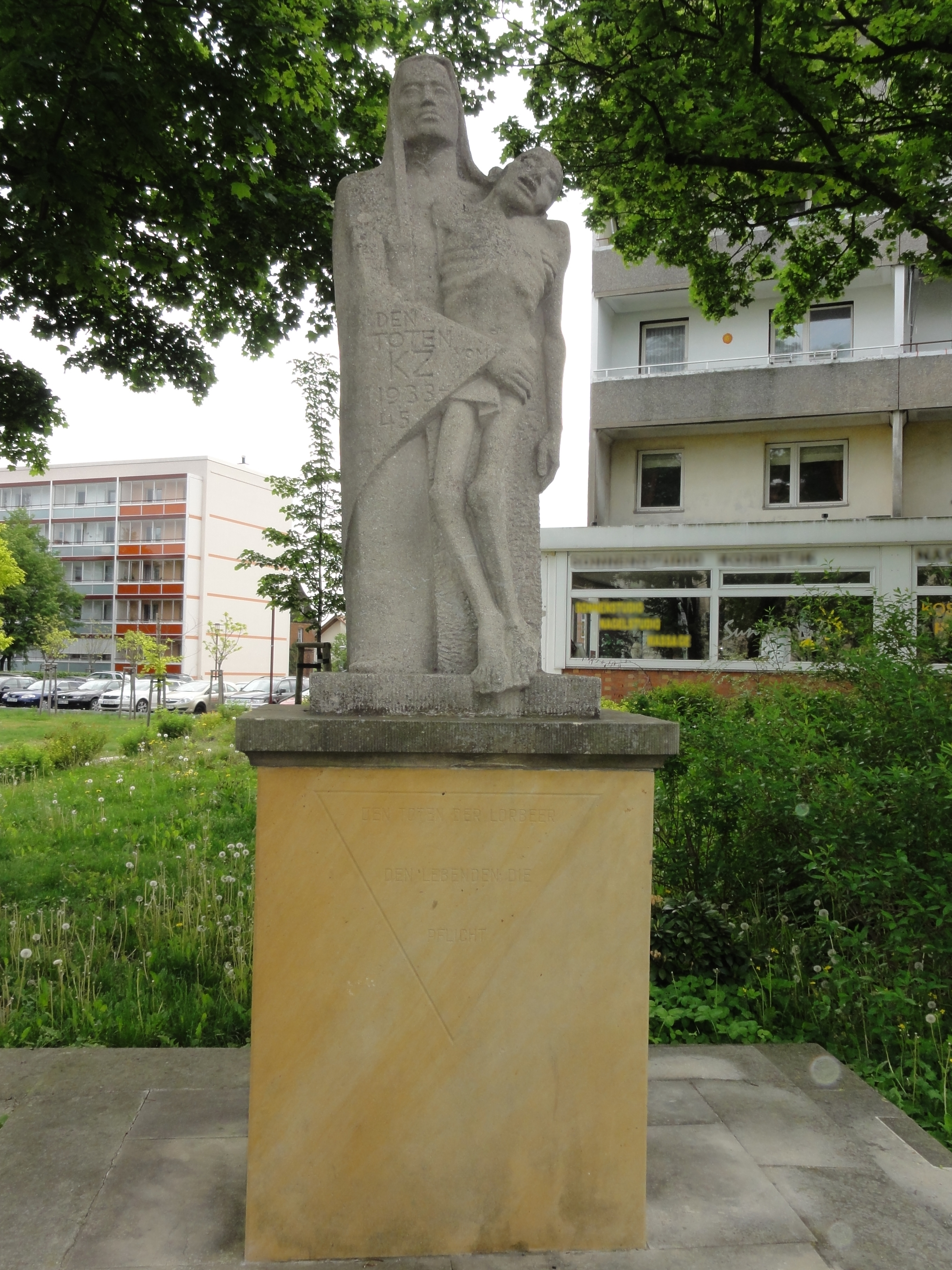
Den Toten der Lorbeer – den Lebenden die Pflicht

- Eine Sandsteinplastik aus dem Jahr 1947 von Gustav Seitz an der Muskauer Straße erinnert an die Opfer des KZ-Systems von 1933 bis 1945.
- Die Gedenktafel am Eckhaus Mittelstraße 1 / Muskauer Straße erinnert an eine polnische Jüdin, die im Februar 1945 mit tausend anderen Frauen bei einem Todesmarsch vom KZ-Außenlager Neusalz (Landkreis Freystadt i. Niederschles.) des KZ Groß-Rosen nach Bayern durch die Stadt getrieben und von SS-Männern erschossen wurde. Allein an der Straße zwischen Bad Muskau, Krauschwitz und Weißwasser ermordeten sie viele der Häftlingsfrauen und verscharrten sie. Nur 60 überlebten den Marsch.[6]
- Ein Ehrenhain vom Bildhauer Burscheck auf dem Friedhof hinter dem Sowjetischen Ehrenmal erinnert seit 1974 an die Opfer des Faschismus aus dem damaligen Kreis Weißwasser.

### Parks
In Weißwasser bestehen einige Parkanlagen: der größte Park ist der Freizeitpark im Süden der Stadt mit großer Festwiese, Skaterbahn, BMX-Crossbahn, Inline-Hockey-Spielfeld, Fußballfeld und mehreren Spielplätzen. Kleinere Parkanlagen gibt es am Friedhof und im Jahnpark am Jahnteich. Der Lutherpark im Norden der Stadt wurde nach dem Zweiten Weltkrieg beinahe vollständig in eine Kleingartenanlage umgewandelt.

### Sport

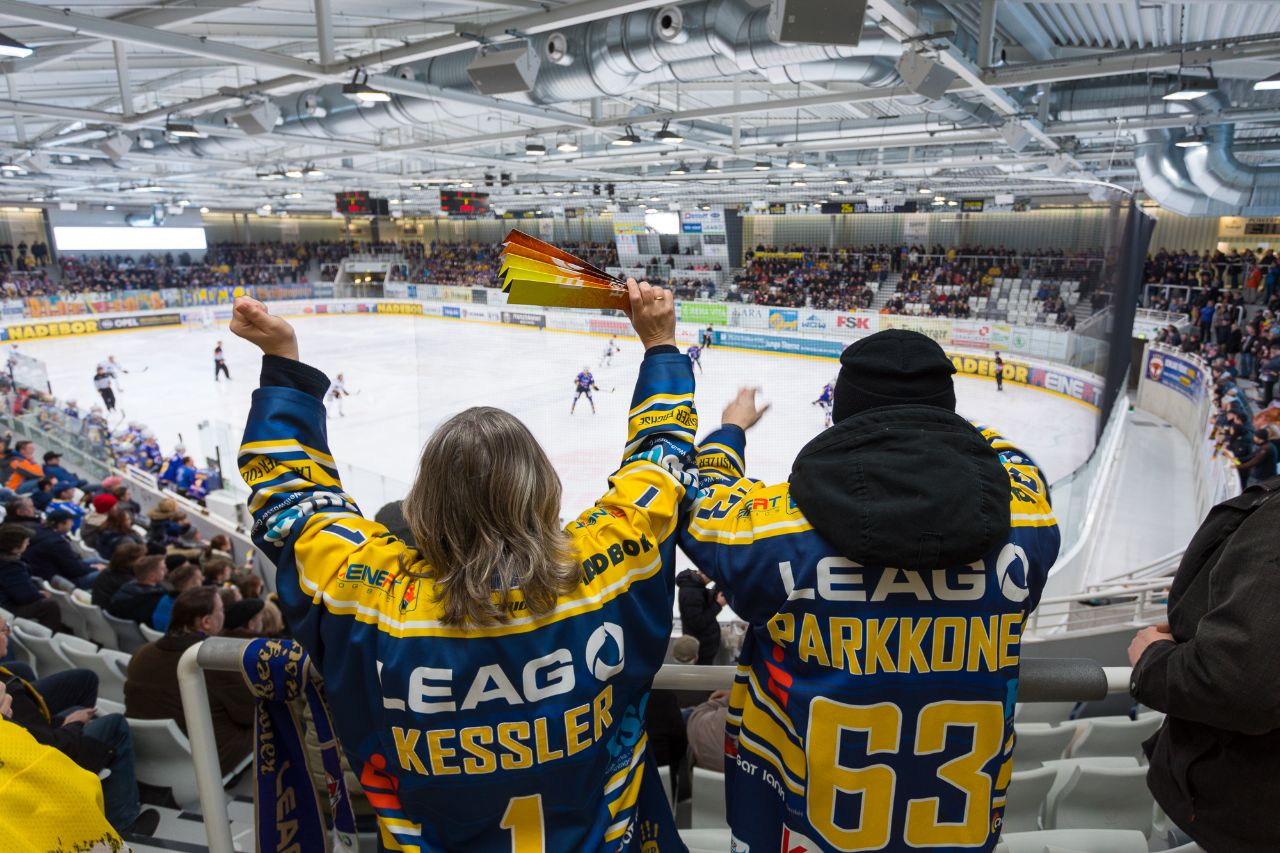
Eishockeyspiel in der neuen Eisarena

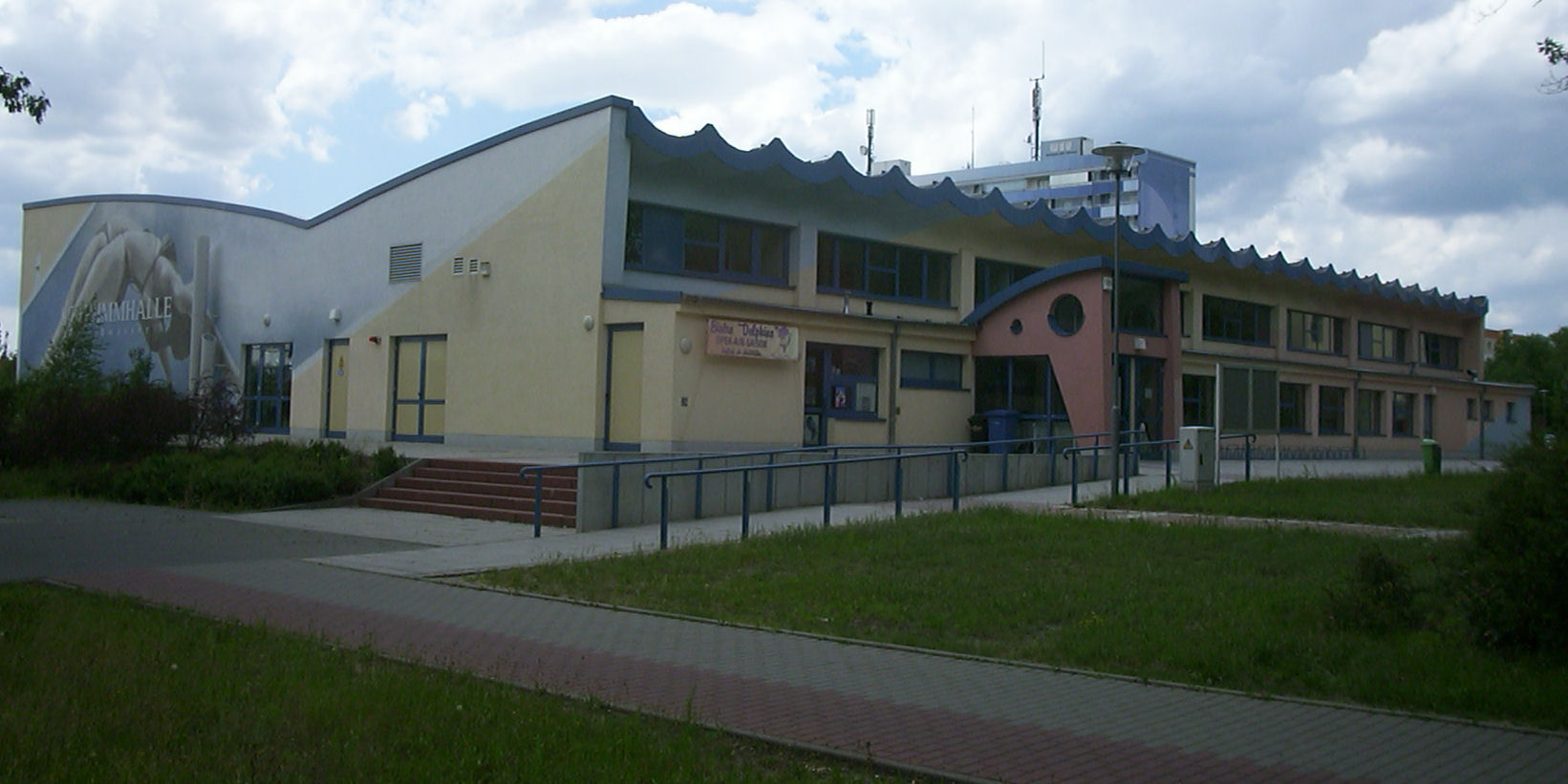
Schwimmhalle

In Weißwasser gibt es 33 eingetragene Sportvereine, in denen 28 verschiedene Sportarten betrieben werden. Die Stadt unterhält drei Schulsporthallen, davon eine Dreifeldhalle mit Zuschauerplätzen und zwei Sporthallen, davon eine Zweifeldhalle. Jährlich werden ca. 150.000 € für Maßnahmen der indirekten Sportförderung (z. B. Bewirtschaftungskosten ohne Investitionen in die kommunale Sportinfrastruktur) eingesetzt.
Seit 1932 wird Eishockey in Weißwasser in Sportvereinen gespielt. Besonders erfolgreich war der örtliche Eishockeyverein Eissport Weißwasser „Lausitzer Füchse“, der als SG Dynamo Weißwasser häufigster Deutscher Meister in der DDR-Oberliga wurde. Ihr Heimstadion war das 15.500 Zuschauer fassende Wilhelm-Pieck-Kunsteisstadion. Neben diesem Freiluftstadion wurde später zusätzlich die Eishalle (Fuchsbau) gebaut. Nach dem Abriss des Kunsteisstadions wurde an dieser Stelle die Eisarena Weißwasser gebaut und nach anderthalbjähriger Bauzeit im September 2013 mit 3050 Zuschauerplätzen eröffnet. Die alte Eishalle wurde daraufhin abgerissen.
Größter Fußballverein der Stadt ist der VfB Weißwasser, der seine Heimspiele im Sportkomplex Turnerheim austrägt.
Für den Schwimmsport stehen das Jahnbad als Freibad sowie die städtische Schwimmhalle zur Verfügung. Zudem gibt es in und um Weißwasser eine größere Anzahl an Badeseen, von denen der Halbendorfer See überregionale Bekanntheit erlangt hat. Im benachbarten Ort Krauschwitz befindet sich das Freizeitbad Erlebniswelt Krauschwitz.
2012 beteiligte sich Weißwasser am bundesweiten, von Coca-Cola gesponserten Städtewettbewerb Mission Olympic zur Förderung des Breitensports. In diesem Rahmen konnte die Stadt einen neuen Guinness-Rekord mit einer 4866,5 Meter langen Eimerkette aufstellen und wurde gemeinsam mit Meiningen als sportlichste Stadt Deutschlands 2012 ausgezeichnet.

## Wirtschaft und Infrastruktur

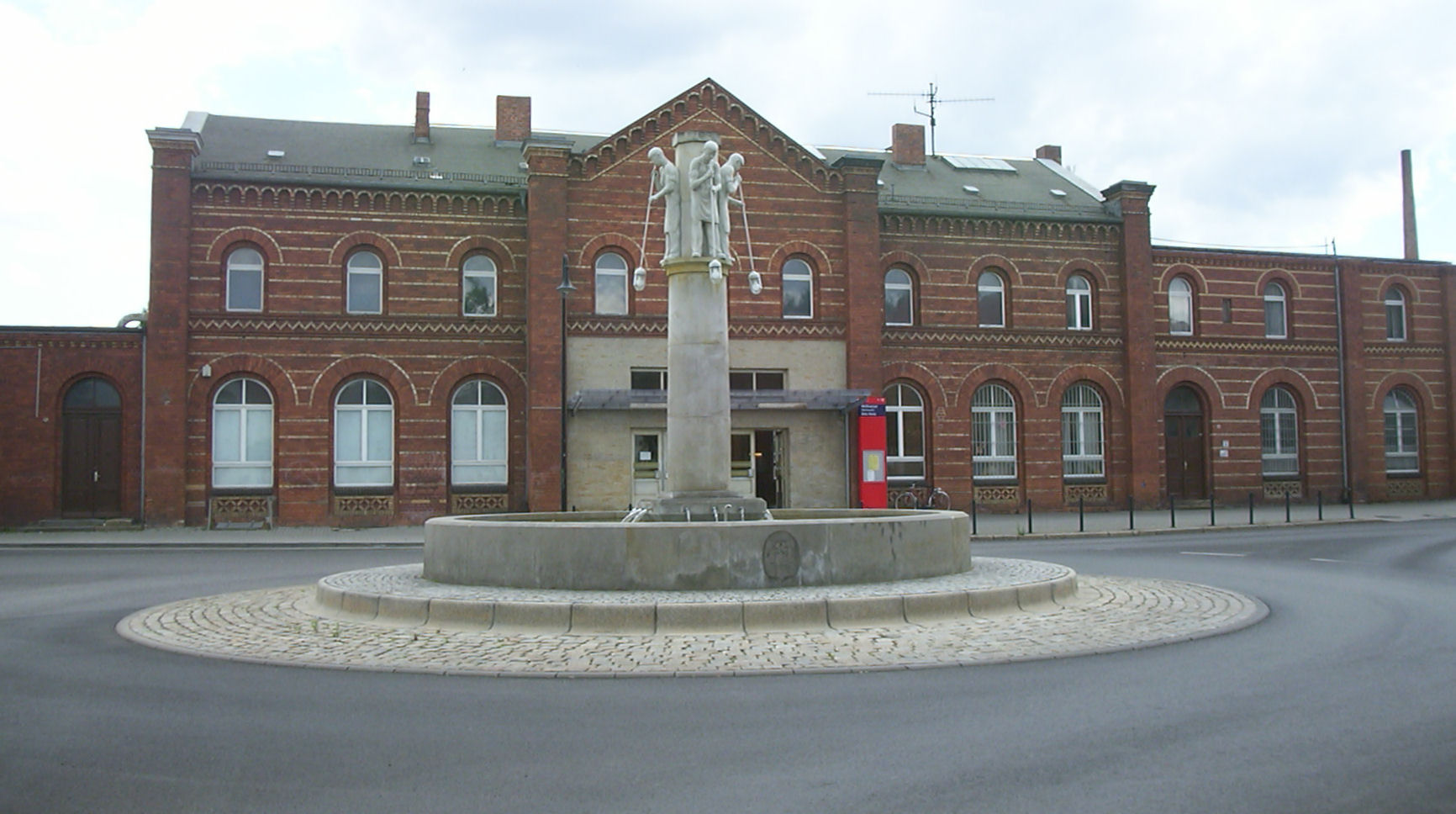
Bahnhof und Glasmacherbrunnen

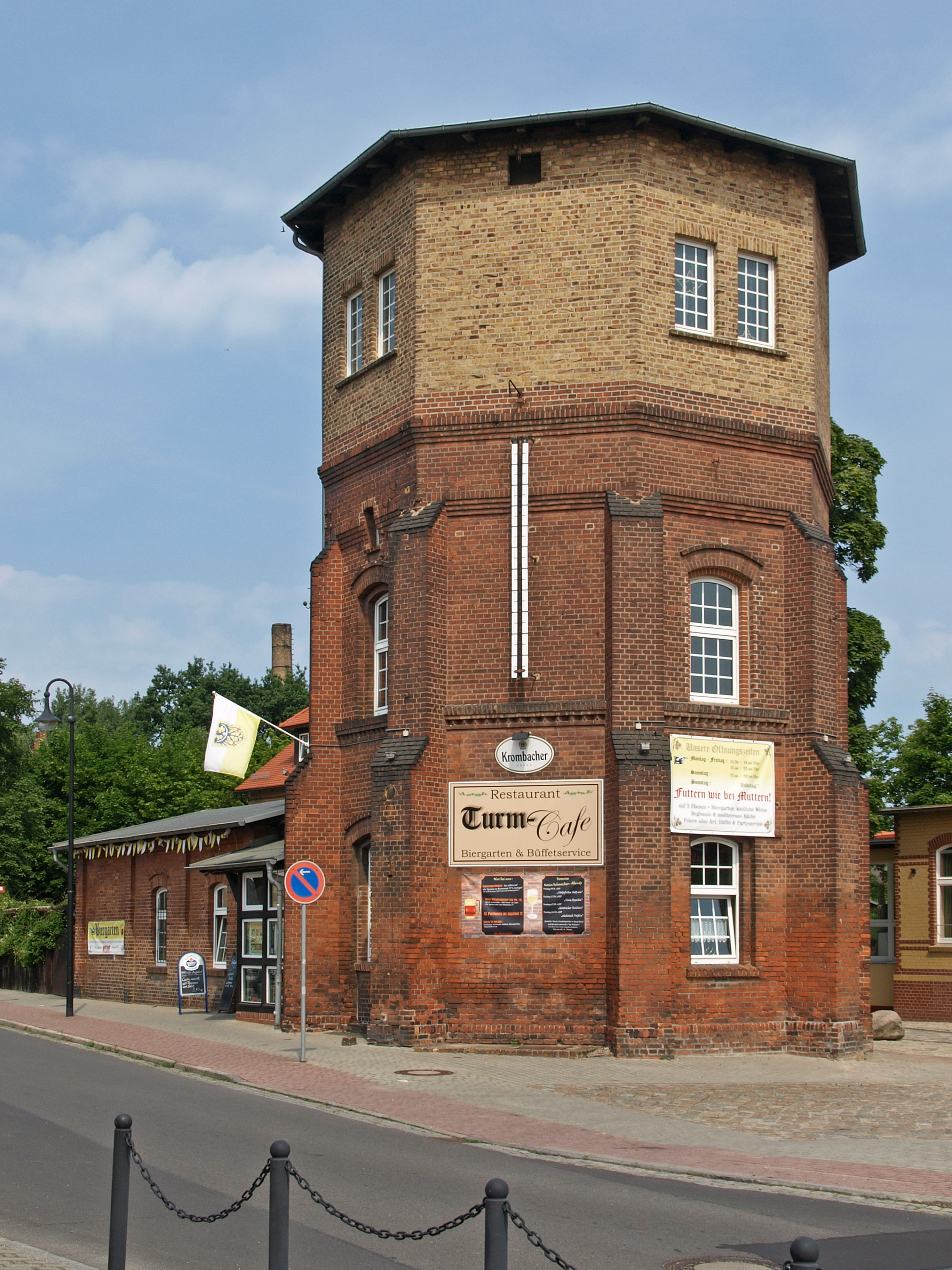
Ehemaliger Wasserturm der Reichsbahn

### Verkehr

#### Straße
Bis zum nordöstlich gelegenen Grenzübergang nach Polen in Bad Muskau beträgt die Entfernung 7 km. Die nächste Autobahnanschlussstelle an die A 15 – Roggosen – liegt 34 km in nördlicher Richtung. Die durch Weißwasser verlaufende Bundesstraße 156 führt in südlicher Richtung vorbei am Kraftwerk Boxberg nach Bautzen zur A 4, die von der Ortsmitte ca. 49 km entfernt ist. In nordöstlicher Richtung führt die B 156 nach Krauschwitz zur B 115, die zweite wichtige Nord-Süd-Verbindung im nördlichen Kreisgebiet.
Der Busverkehr in der Region erfolgt durch den Omnibusverkehr Oberlausitz (OVO). Für den innerstädtischen Busverkehr steht die Stadtbuslinie 8 zur Verfügung.

#### Schiene
Weißwasser liegt an der Bahnstrecke Berlin–Görlitz, die in diesem Abschnitt eingleisig sowie nicht elektrifiziert ist, und ist per Regionalbahn im Stundentakt umsteigefrei von Cottbus und Spremberg (nördlich) sowie Zittau und Görlitz (südlich) erreichbar. Die Ostdeutsche Eisenbahn GmbH (ODEG) betreibt diese unter der Liniennummer RB65.
Im Rahmen des 2020 eingeleiteten Strukturwandels wurde der Ausbau der Bahnstrecke Berlin–Görlitz fest disponiert. Konkret wird (Stand 1. Oktober 2021) der zweigleisige Ausbau und die Anbindung an das deutsche ICE-Netz geplant.
Früher war geplant, eine Bahnverbindung zwischen Bautzen und Weißwasser aufzubauen. Dieses über Jahrzehnte diskutiert Vorhaben wurde nie realisiert. Heute stillgelegt und größtenteils abgebaut sind die Bahnstrecken Weißwasser–Forst und Weißwasser–Bad Muskau.

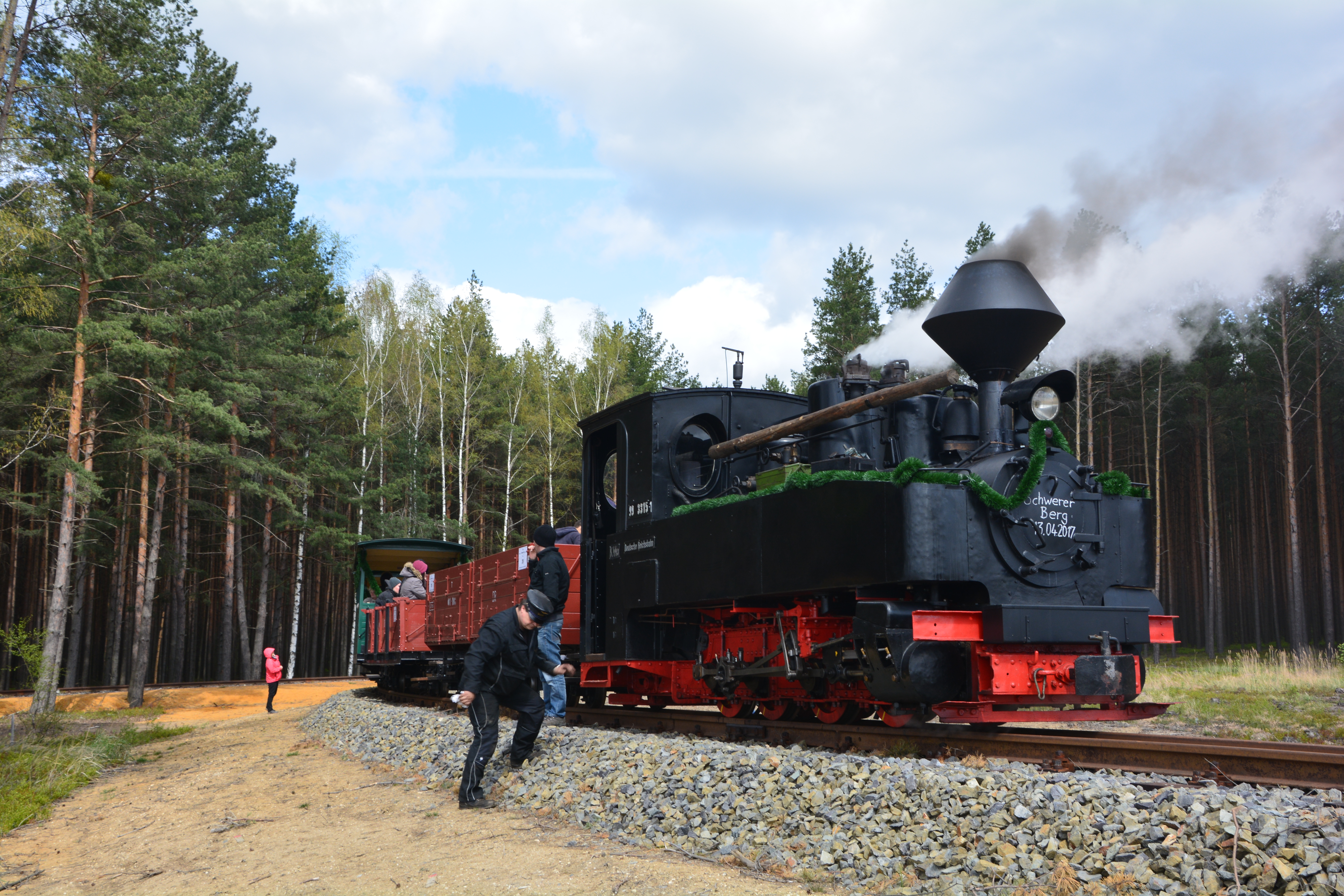
Waldeisenbahn

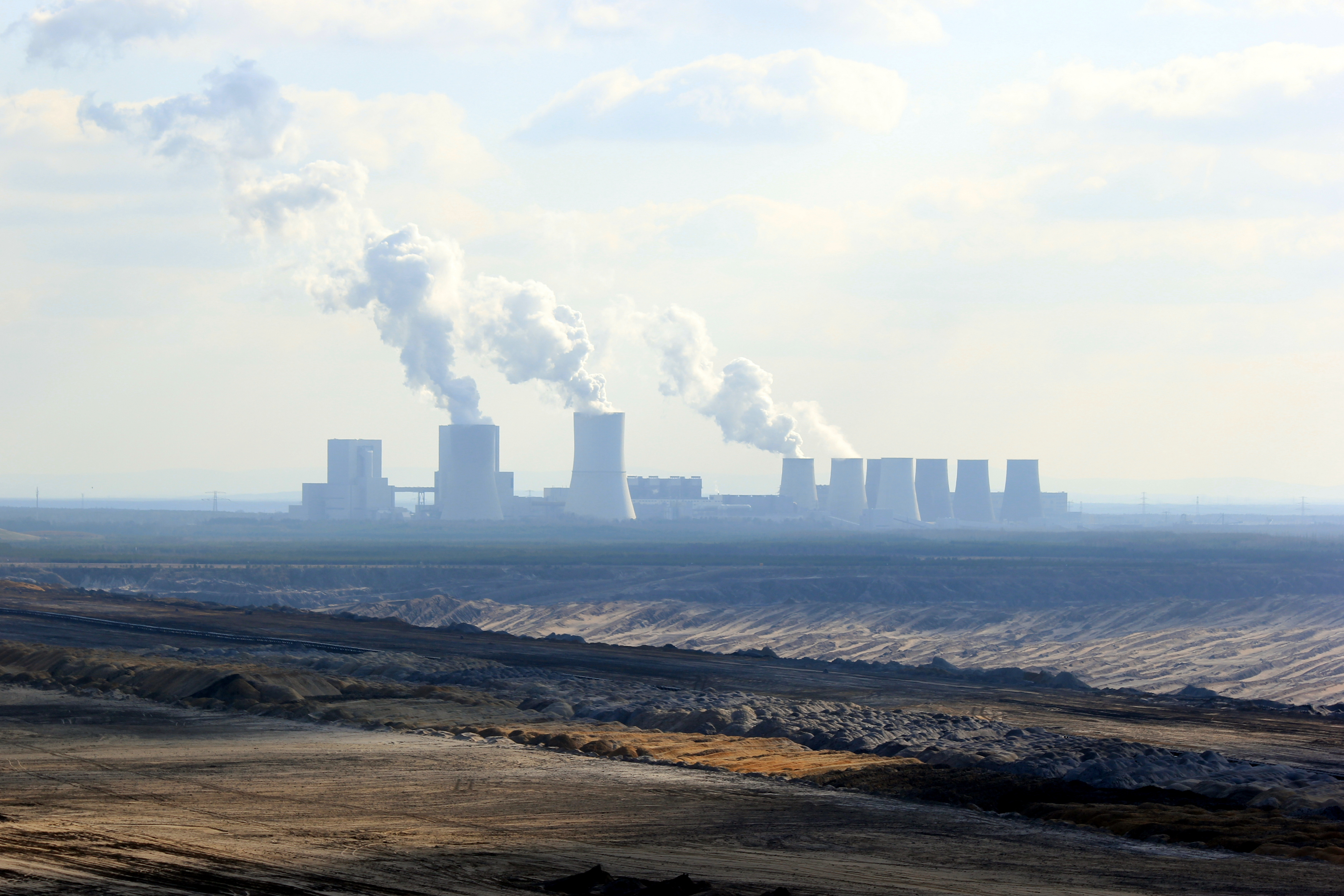
Blick vom Turm am Schweren Berg über den Tagebau Nochten auf das Kraftwerk Boxberg

#### Waldeisenbahn Muskau
Vom Bahnhof Weißwasser-Teichstraße aus wird die Kleinbahn (600 mm Spurweite) der Waldeisenbahn Muskau nach Kromlau und Bad Muskau als Museumsbahn mit Personenverkehr betrieben. Vom großen Streckennetz ist außer diesen beiden Strecken lediglich ein Teil der ehemaligen Tonbahn übrig geblieben. Ihre Strecke führt vom Bahnhof Teichstraße westlich um das Stadtgebiet herum, unterquert die Brücke der stillgelegten Bahnstrecke Weißwasser–Forst, wechselt die Fahrtrichtung und quert über einer Brücke die Bahnstrecke Berlin–Görlitz und führt zwischen Trebendorf und Weißwasser zum Tagebau Nochten. Bis zur bergbaulichen Unterbrechung endete die Strecke an einer Tongrube im Tiergarten zwischen Trebendorf und Mühlrose, der 2017 eingeweihte Ersatzneubau führt die Strecke entlang der Tagebaukante an den südlichen Stadtrand zum Turm am Schweren Berg.

#### Luftverkehr
Der nächstgelegene Flughafen mit Asphaltbahn ist der Flugplatz Rothenburg/Görlitz etwa 30 km südwestlich.
Die nächstgelegenen größeren Flughäfen sind der Flughafen Dresden (ca. 110 km) und der Flughafen Leipzig/Halle (ca. 190 km) im Westen, der Flughafen Berlin Brandenburg (ca. 150 km) im Norden, der Nikolaus-Kopernikus-Flughafen Wrocław (ca. 170 km) im Osten und der Václav-Havel-Flughafen Praha (ca. 160 km) im Süden.

### Wirtschaftsgeschichte
In Weißwasser entstanden von 1873 bis 1904 elf Glashütten, fünf Glasraffinerien und als Dienstleister für die Glashütten zahlreiche Maschinen- und Glasformenfabriken:
- Glasfabrik Zwahr, Neubauer & Co. Weißwasser, gegründet 1872 (ab 1877 Glaswerke Gelsdorf, Neubauer & Co. Weißwasser)
- Glashüttenwerke Hirsch, Janke & Co. Weißwasser, gegründet 1884
- Oberlausitzer Glashüttenwerk Josef Schweig & Co., gegründet 1889 (Aktienhütte)
- Glashüttenwerke Germania Schweig, Müller & Co. Weißwasser, gegründet 1894
- Lausitzer Tafelglashüttenwerk Thormann & Maschke, Weißwasser, gegründet 1894 (ab 1907 Glasfabrik Dr. Martin Schweig)
- Glashüttenwerk Hirsch, Janke & Co. Abteilung Malky, Müller & Co., gegründet 1897 (Bärenhütte)
- Ladiges, Greiner & Co. Glashüttenwerk „Luisenhütte“, gegründet 1897
- Glashüttenwerke „Union“ Menke, Mudra & Co. KG, gegründet 1897
- Gelsdorf, Grimm & Co. Glashüttenwerk GmbH Weißwasser, gegründet 1898
- Neue Oberlausitzer Glashüttenwerke J. Schweig & Co. GmbH, gegründet 1899
- Opalescenz-, Kathedral- und Ornamentglaswerke GmbH, gegründet 1903
- Glashüttenwerk Grabner & Berger, gegründet 1899 (ab 1907 Lausitzer Schockspiegelfabrik GmbH)
- Vereinigte Lausitzer Glaswerke AG (VLG) mit dem Glasdesigner Wilhelm Wagenfeld
- Schlesische Glasmanufaktur Menke & Co., ab 1919 Schlesische Glasmanufaktur Lustig & Co.
- Glasformenfabrik Herta Nippraschk GmbH Weißwasser, Görlitzer Str. 19

August Schweig gründete 1895 sein eigenes Porzellanwerk, welches ab 1945 volkseigen für technische Porzellane weitergeführt wurde.
Nach 1945 waren dies
- VEB Oberlausitzer Glaswerk
- VEB Spezialglaswerk „Einheit“
- VEB Glaswerk „Bärenhütte“
- VEB „Neuglas“ und
- VEB Farbglaswerk Weißwasser,

später im Kombinat Lausitzer Glas zusammengefasst.
Gegenwärtig bestehen noch zwei Glasfirmen
- Stölzle Lausitz GmbH (ehemals Oberlausitzer Glaswerke)
- Telux Glasproducts & Components GmbH (ehemals Spezialglaswerk „Einheit“)

Für die Betreibung und Entwicklung der glaserzeugenden Betriebe wurden in der gesamten Gegend um Weißwasser seit der Jahrhundertwende oberflächennahe Kohlegruben erschlossen.
Durch den geplanten Ausstieg aus der Kohle-Gewinnung und -Verbrennung steht der Stadt sowie der gesamten Region ein bedeutender Strukturwandel bevor.

### Ansässige Unternehmen
Die Unternehmensstruktur in Weißwasser ist seit der Wende durch Mittelstand sowie Einzelhandel geprägt. Die LEAG ist mit dem Kraftwerk Boxberg sowie den Tagebauen Nochten und Reichwalde einer der größten Arbeitgeber in der Region. Die im 20. Jahrhundert florierende Glasindustrie – die wohl größte Deutschlands – ist fast völlig verschwunden. Die Willms Fleischverarbeitung mit 350 Mitarbeitern verarbeitet 1600 Tonnen Fleisch im Monat.
Die Schnitter-Brauerei stellte 1991 den Brauereibetrieb ein.

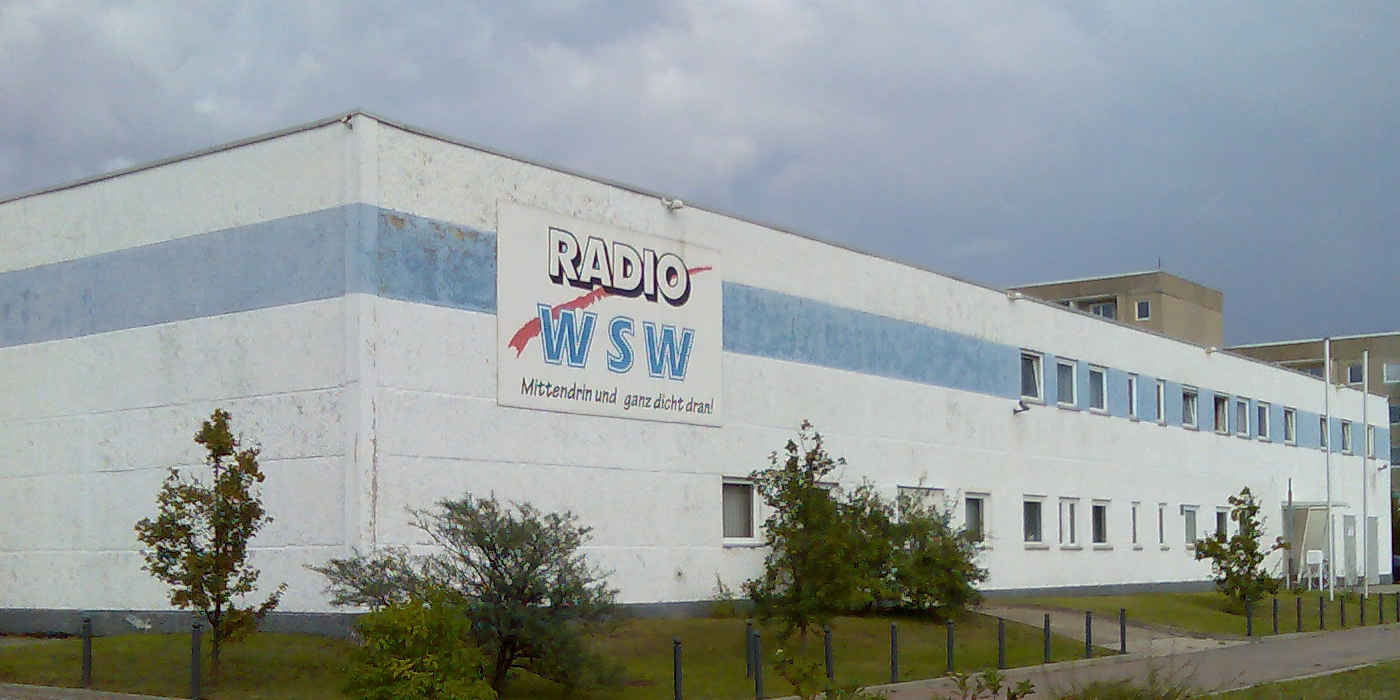
Sendegebäude von Radio WSW GmbH

### Medien
Am 13. September 1903 erschien in Weißwasser die erste Ausgabe der Tageszeitung „Neuste Nachrichten für Weißwasser und Umgebung“. Aktuell erscheinen in Weißwasser Lokalausgaben der Tageszeitungen Lausitzer Rundschau und Sächsische Zeitung sowie die Anzeigenzeitung WochenKurier. In Weißwasser-Süd werden ein Radiosender und ein Fernsehprogramm von der Radio WSW GmbH produziert.
Seit 2007 erscheint als Online-Ausgabe der „Weißwasseraner Anzeiger“.

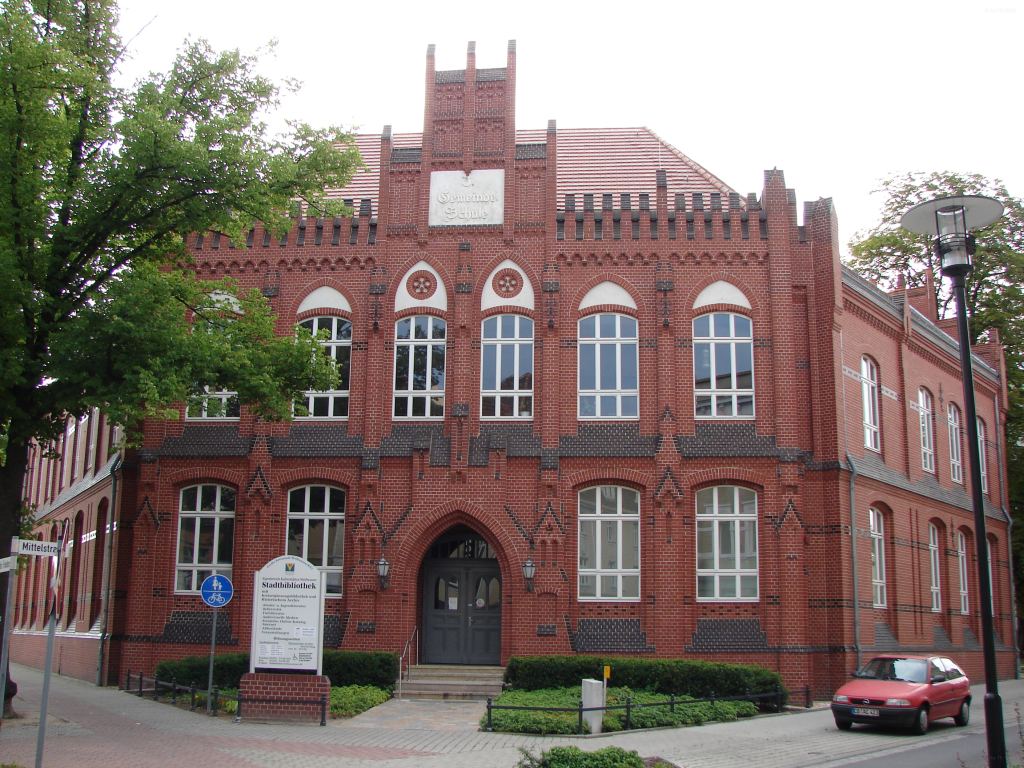
Stadtbibliothek in der ehemaligen 3. Grundschule

### Öffentliche Einrichtungen
- Kreiskrankenhaus Weißwasser[52] (190 Betten)[53] zusammen mit den Häusern in Ebersbach und Zittau[54]  als Teil der kreiseigenen Krankenhäuser
- Stadtbibliothek Weißwasser

Zum März 2020 soll in Weißwasser die Einrichtung der Außenstelle des Bundesamts für Wirtschaft und Ausfuhrkontrolle (BAFA) abgeschlossen sein.

## Bildung

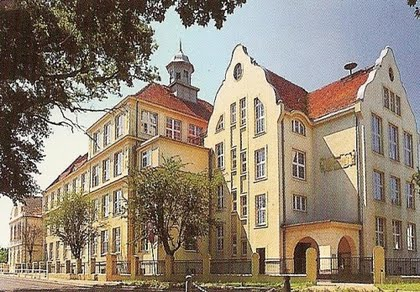
Schule 1 Weißwasser

Durch den Geburtenrückgang ab Mitte der 1980er-Jahre sowie den Bevölkerungsrückgang seit der Wendezeit lagen die Schülerzahlen in Weißwasser im Jahr 2008 um mehr als die Hälfte unter denen von 1990. Infolgedessen wurden mehrere Grund- und Mittelschulen sowie das städtische Gymnasium geschlossen. Zuletzt wurde die Anzahl der Grundschulen auf drei reduziert, nachdem am Standort der 1. Grundschule, welche die zusätzlichen Schüler aufnahm, eine neue Turnhalle gebaut wurde.
In Weißwasser befinden sich folgende Schulen:
- Pestalozzi–Grundschule Weißwasser und 2 weitere Grundschulen
- Bruno-Bürgel-Oberschule (bis 2013 Mittelschule)
- Landau-Gymnasium Weißwasser
- Berufliches Schulzentrum
- Brüder-Grimm-Schule, Schule zur Lernförderung
- Astrid-Lindgren-Schule, Förderschule für geistig Behinderte
- Hans-Fallada-Schule, Schule für Erziehungshilfe
- Volkshochschule

Nichtformale Bildungseinrichtungen:
- Station Junger Naturforscher und Techniker
- Kreismusikschule

## Persönlichkeiten

### Söhne und Töchter der Stadt
geordnet nach Geburtsjahr
- Korla Hendrich Warko (1837–1897), sorbischer Lehrer und Autor
- Friedrich Bursch (1884–1968), Bildhauer
- Reinhold Greiner (1903–1941), Kommunist und Antifaschist, schloss sich im Spanischen Bürgerkrieg den Internationalen Brigaden an
- Gerhard Froboess (1906–1976), Komponist, Tontechnikermeister und Verleger
- Adolf Schönke (1908–1953), Rechtswissenschaftler
- Rudolf Lange (1910–1945), nationalsozialistischer SD-Kommandeur, Teilnehmer der Wannsee-Konferenz
- Willy Bartusch (1912–1996), Politiker (DBD)
- Heinz Sock (1922–?), Bau- und Möbeltischler, Betriebsdirektor und Volkskammerabgeordneter (LDPD).
- Joachim Roick (* 1923), Unternehmer und Parteifunktionär (LDPD)
- Horst Streckenbach (1925–2001), Tätowierkünstler
- Kurt Stürmer (1926–2009), Eishockeyspieler, Nationalspieler der DDR
- Dieter Rogalla (1927–2013), Politiker (SPD), Europaabgeordneter
- Wolfgang Blümel (1927–2021), Eishockeyspieler
- Klaus Urban (1934–2012), Schauspieler und Intendant
- Heinz Kuczera (1935–2020), Eishockeyspieler
- Georg Schilling (* 1936), Jurist und Hochschullehrer
- Hanspeter Smers (1936–1998), Wirtschaftswissenschaftler und Heimatforscher
- Dieter Greiner (1937–2019), Eishockeyspieler
- Günter Schubert (1938–2008), Schauspieler
- Wolfgang Wünsche (1938–2018), Eishockeyspieler und -trainer
- Hans Jürgen Wenzel (1939–2009), Komponist und Dirigent
- Klaus Hirche (1939–2022), Eishockeytorhüter und -trainer, Nationalspieler der DDR, Olympiateilnehmer 1968
- Joachim Franke (1940–2024), Eishockeyspieler und -trainer, Eisschnelllauf-Trainer
- Dieter Fuchs (* 1940), Fußballspieler, -trainer und -funktionär
- Dieter Pürschel (1941–2023), Eishockeytorhüter, Nationalspieler der DDR, Olympiateilnehmer 1968
- Bernd Poindl (* 1941), Eishockeyspieler, Nationalspieler der DDR, Olympiateilnehmer 1968
- Hartmut Nickel (1944–2019), Eishockeyspieler
- Rüdiger Noack (* 1944), Eishockeyspieler und -trainer
- Wilfried Sock (* 1944), Eishockeyspieler
- Günther Nasdalla (* 1945), Fußballspieler
- Roland Hemmo (* 1946), Synchronsprecher und Schauspieler
- Horst Meinhardt (* 1948 oder 1949), Eisschnellläufer und Athletiktrainer
- Peter Slapke (* 1949), Eishockeyspieler
- Hans-Joachim Krusch (* 1950), Gewerkschafts- und SED-Funktionär
- Rolf Bielas (* 1950), Eishockeyspieler und -trainer
- Bernd-Ingo Friedrich (1952–2024), Schriftsteller und Kulturhistoriker
- Peter Escher (* 1954), Fernseh- und Hörfunkmoderator sowie Journalist
- Robert Reiß (* 1955), Fußballspieler
- Gerd Bertko (1955–2009), Eiskunstlauf-Sportfunktionär
- Markus Vette (* 1956), Physiker, Politiker (CDU, parteilos), Abgeordneter im Landtag von Brandenburg
- Siegfried Reiß (* 1957), Eishockeyspieler
- Christa Luding-Rothenburger (* 1959), Eisschnellläuferin und Radsportlerin
- Hagen Wellschmidt (* 1960), Fußballspieler
- Steffen Apelt (* 1962), Politiker (CDU), Bürgermeister der Stadt Hohen Neuendorf
- Steffen Klau (* 1965), Eishockeyspieler
- Jens Gusek (* 1965), Florettfechter
- Torsten Hanusch (* 1967), Eishockeyspieler
- Jörg Handrick (* 1968), Eishockeyspieler
- Angela Ranft (* 1969), Radrennfahrerin
- Jens Harder (* 1970), Comiczeichner und Illustrator
- Ronny Reddo (* 1971), Eishockeyspieler
- René Hausmann (* 1971), Journalist, Radiomoderator und Sprecher
- Alexander Greiner (* 1972), Fernsehmoderator
- Dirk Rohrbach (* 1972), Eishockeyspieler
- Mirko Lüdemann (* 1973), Eishockeyspieler
- Tino Chrupalla (* 1975), Malermeister und Politiker (AfD), MdB
- Stefan Mann (* 1975), Eishockeyspieler
- Mike Dolezal (* 1976), Eishockeyspieler
- Sebastian Klenner (* 1976), Eishockeyspieler
- Robert Hoffmann (* 1977), Eishockeyspieler
- Lars Müller (* 1977), Eishockeyspieler
- Ivonne Hübner (* 1977), Autorin historischer Romane
- Dirk Petrick (* 1980), Schauspieler und Synchronsprecher
- Jens Müller (* 1980), Eishockeyspieler
- John Broda (* 2001), Eishockeyspieler
- Simon Gollnack (* 2002), deutsch-belarussischer Fußballspieler
- Arno Tiefensee (* 2002), Eishockeytorwart
- Yannick Proske (* 2003), Eishockeyspieler

### Weitere Persönlichkeiten mit Verbindung zur Stadt
- Joseph Schweig (1850–1923), deutscher Kaufmann jüdischen Glaubens, Betreiber mehrerer Glashütten, seit 2006 Ehrenbürger von Weißwasser[57]
- Dorothea von Philipsborn (1894–1971), Bildhauerin
- Wilhelm Wagenfeld (1900–1990), Produktdesigner in den Vereinigten Lausitzer Glaswerken, seit 2016 Ehrenbürger von Weißwasser[58]
- Konrad Tag (1903–1954), Glaskünstler und Graveur
- Joseph Tudyka (1908–1976), Gerechter unter den Völkern in Yad Vashem
- Friedrich Bundtzen (1910–1989), Glasdesigner

## Sonstiges
Vom 9. August 1956 bis zum 10. Februar 1973 gab es ein Minenräumboot der DDR-Marine mit dem Namen „Weisswasser“, welches an der Ostseeküste und im Bodden nach Minen aus dem Zweiten Weltkrieg suchte.